# U-18-Handball-Weltmeisterschaft der Frauen 2024
Die 10. U-18-Handball-Weltmeisterschaft der Frauen wurde vom 14. bis zum 25. August 2024 in der Volksrepublik China ausgetragen. Veranstalter war die Internationale Handballföderation (IHF). Spanien gewann erstmals den WM-Titel.

## Turnierverlauf

### Vorrunde
Die Mannschaften einer Vorrundengruppe spielten jeweils einmal gegeneinander. Die Gruppenersten und Gruppenzweiten qualifizierten sich für die Hauptrunde, während die restlichen Mannschaften am President’s Cup teilnahmen.
Mit den erspielten Punkten wurde die Platzierung ermittelt. Bei Punktgleichheit von mehreren Mannschaften war erst der direkte Vergleich für die Platzierung ausschlaggebend, dann die Tordifferenz. Sofern diese ebenfalls identisch war, wurde die Anzahl der erzielten Tore zur Ermittlung der Platzierung herangezogen.
Alle Zeitangaben bezogen sich auf die Ortszeit (UTC+8), die Differenz zur mitteleuropäischen Zeit betrug sieben Stunden.
Legende

#### Gruppe A
| Pl. | Land       | Sp. | S | U | N | Tore     | Diff. | Punkte |
| --- | ---------- | --- | - | - | - | -------- | ----- | ------ |
| 1.  | Schweden   | 3   | 2 | 0 | 1 | 096:740  | +22   | 4      |
| 2.  | Serbien    | 3   | 2 | 0 | 1 | 086:790  | +7    | 4      |
| 3.  | Österreich | 3   | 2 | 0 | 1 | 093:840  | +9    | 4      |
| 4.  | Chile      | 3   | 0 | 0 | 3 | 064:1020 | −38   | 0      |

| 14. August 2024 10:00 Uhr | Serbien                    | 27:30        | Österreich                                        | Internationale Handballhalle, Chuzhou Zuschauer: 300 Schiedsrichter: Picard, Vauchez |
| 14. August 2024 10:00 Uhr | meiste Tore: Lara Stanić 8 | (12:13)      | meiste Tore: Andrea Barnjak, Aurelie Egbaimo je 6 | Internationale Handballhalle, Chuzhou Zuschauer: 300 Schiedsrichter: Picard, Vauchez |
| 14. August 2024 10:00 Uhr | Strafen: 5×                | Spielbericht | Strafen: 5×                                       | Internationale Handballhalle, Chuzhou Zuschauer: 300 Schiedsrichter: Picard, Vauchez |

| 14. August 2024 12:00 Uhr | Schweden                     | 37:17        | Chile                                                             | Internationale Handballhalle, Chuzhou Zuschauer: 300 Schiedsrichter: R. Haggui, S. Haggui |
| 14. August 2024 12:00 Uhr | meiste Tore: Nova Huselius 7 | (19:8)       | meiste Tore: Anaís Larenas, Colomba Canessa, Estefanía Baeza je 3 | Internationale Handballhalle, Chuzhou Zuschauer: 300 Schiedsrichter: R. Haggui, S. Haggui |
| 14. August 2024 12:00 Uhr | Strafen: 1× 4×               | Spielbericht | Strafen: 1×                                                       | Internationale Handballhalle, Chuzhou Zuschauer: 300 Schiedsrichter: R. Haggui, S. Haggui |

| 15. August 2024 12:00 Uhr | Chile                            | 24:30  | Serbien                     | Internationale Handballhalle, Chuzhou Zuschauer: 200 Schiedsrichter: Al-Shahi, Al-Wahibi |
| 15. August 2024 12:00 Uhr | meiste Tore: Catalina González 8 | (9:11) | meiste Tore: Sara Radović 7 | Internationale Handballhalle, Chuzhou Zuschauer: 200 Schiedsrichter: Al-Shahi, Al-Wahibi |
| 15. August 2024 12:00 Uhr | Spielbericht                     |        |                             | Internationale Handballhalle, Chuzhou Zuschauer: 200 Schiedsrichter: Al-Shahi, Al-Wahibi |

| 15. August 2024 14:00 Uhr | Schweden                      | 34:28        | Österreich                   | Internationale Handballhalle, Chuzhou Zuschauer: 550 Schiedsrichter: Faye, Diop |
| 15. August 2024 14:00 Uhr | meiste Tore: Isabelle Rydén 8 | (16:14)      | meiste Tore: Lorena Baljak 7 | Internationale Handballhalle, Chuzhou Zuschauer: 550 Schiedsrichter: Faye, Diop |
| 15. August 2024 14:00 Uhr |                               | Spielbericht | Strafen: 2× 5× 1×            | Internationale Handballhalle, Chuzhou Zuschauer: 550 Schiedsrichter: Faye, Diop |

| 17. August 2024 10:00 Uhr | Österreich                       | 35:23        | Chile                                                              | Internationale Handballhalle, Chuzhou Zuschauer: 200 Schiedsrichter: El Malwane, El Gahss |
| 17. August 2024 10:00 Uhr | meiste Tore: Viktoria Polansky 6 | (20:12)      | meiste Tore: Catalina González, Anaís Larenas, Antonia Millán je 4 | Internationale Handballhalle, Chuzhou Zuschauer: 200 Schiedsrichter: El Malwane, El Gahss |
| 17. August 2024 10:00 Uhr | Strafen: 2×                      | Spielbericht | Strafen: 3×                                                        | Internationale Handballhalle, Chuzhou Zuschauer: 200 Schiedsrichter: El Malwane, El Gahss |

| 17. August 2024 12:00 Uhr | Serbien                         | 29:25        | Schweden                                           | Internationale Handballhalle, Chuzhou Zuschauer: 260 Schiedsrichter: Correa, Conberse |
| 17. August 2024 12:00 Uhr | meiste Tore: Milica Otašević 12 | (13:11)      | meiste Tore: Isabelle Rydén, Thella Johansson je 5 | Internationale Handballhalle, Chuzhou Zuschauer: 260 Schiedsrichter: Correa, Conberse |
| 17. August 2024 12:00 Uhr | Strafen: 1×                     | Spielbericht | Strafen: 4×                                        | Internationale Handballhalle, Chuzhou Zuschauer: 260 Schiedsrichter: Correa, Conberse |

#### Gruppe B
| Pl. | Land       | Sp. | S | U | N | Tore    | Diff. | Punkte |
| --- | ---------- | --- | - | - | - | ------- | ----- | ------ |
| 1.  | Kroatien   | 3   | 2 | 1 | 0 | 079:430 | +36   | 5      |
| 2.  | Montenegro | 3   | 2 | 1 | 0 | 070:430 | +27   | 5      |
| 3.  | Nigeria    | 3   | 1 | 0 | 2 | 049:780 | −29   | 2      |
| 4.  | Angola     | 3   | 0 | 0 | 3 | 051:850 | −34   | 0      |

| 14. August 2024 12:00 Uhr | Kroatien                    | 31:11        | Nigeria                            | Stadion der Berufs- und Fachhochschule, Chuzhou Zuschauer: 270 Schiedsrichter: Hansen, Jensen |
| 14. August 2024 12:00 Uhr | meiste Tore: Lucija Renić 9 | (16:6)       | meiste Tore: Blessing Igbinedion 3 | Stadion der Berufs- und Fachhochschule, Chuzhou Zuschauer: 270 Schiedsrichter: Hansen, Jensen |
| 14. August 2024 12:00 Uhr | Strafen: 4×                 | Spielbericht | Strafen: 1× 9×                     | Stadion der Berufs- und Fachhochschule, Chuzhou Zuschauer: 270 Schiedsrichter: Hansen, Jensen |

| 14. August 2024 14:00 Uhr | Montenegro                    | 26:16        | Angola                                                 | Stadion der Berufs- und Fachhochschule, Chuzhou Zuschauer: 270 Schiedsrichter: Correa, Conberse |
| 14. August 2024 14:00 Uhr | meiste Tore: Nina Ramusović 7 | (14:10)      | meiste Tore: Vilma da Cunha Manuel, Balbina Nunda je 3 | Stadion der Berufs- und Fachhochschule, Chuzhou Zuschauer: 270 Schiedsrichter: Correa, Conberse |
| 14. August 2024 14:00 Uhr | Strafen: 5×                   | Spielbericht | Strafen: 3×                                            | Stadion der Berufs- und Fachhochschule, Chuzhou Zuschauer: 270 Schiedsrichter: Correa, Conberse |

| 15. August 2024 12:00 Uhr | Angola                          | 14:30        | Kroatien                     | Olympisches Sportzentrum, Chuzhou Zuschauer: 50 Schiedsrichter: Pîrvu, Potîrniche |
| 15. August 2024 12:00 Uhr | meiste Tore: Patrícia Paulino 6 | (4:19)       | meiste Tore: Katja Vuković 8 | Olympisches Sportzentrum, Chuzhou Zuschauer: 50 Schiedsrichter: Pîrvu, Potîrniche |
| 15. August 2024 12:00 Uhr | Strafen: 2× 1×                  | Spielbericht | Strafen: 1× 4×               | Olympisches Sportzentrum, Chuzhou Zuschauer: 50 Schiedsrichter: Pîrvu, Potîrniche |

| 15. August 2024 14:00 Uhr | Montenegro                 | 26:9         | Nigeria                                | Olympisches Sportzentrum, Chuzhou Zuschauer: 150 Schiedsrichter: Mahmoud, Elbeltagy |
| 15. August 2024 14:00 Uhr | meiste Tore: Maja Ceklić 6 | (13:6)       | meiste Tore: Taiwo Olabisi Babatunde 4 | Olympisches Sportzentrum, Chuzhou Zuschauer: 150 Schiedsrichter: Mahmoud, Elbeltagy |
| 15. August 2024 14:00 Uhr | Strafen: 3×                | Spielbericht | Strafen: 5× 1×                         | Olympisches Sportzentrum, Chuzhou Zuschauer: 150 Schiedsrichter: Mahmoud, Elbeltagy |

| 17. August 2024 10:00 Uhr | Nigeria                          | 29:21        | Angola                              | Olympisches Sportzentrum, Chuzhou Zuschauer: 100 Schiedsrichter: Duplij, Pobedrina |
| 17. August 2024 10:00 Uhr | meiste Tore: Chidera Ogbusimba 8 | (11:9)       | meiste Tore: Constantina Domingos 7 | Olympisches Sportzentrum, Chuzhou Zuschauer: 100 Schiedsrichter: Duplij, Pobedrina |
| 17. August 2024 10:00 Uhr | Strafen: 5×                      | Spielbericht | Strafen: 5×                         | Olympisches Sportzentrum, Chuzhou Zuschauer: 100 Schiedsrichter: Duplij, Pobedrina |

| 17. August 2024 12:00 Uhr | Kroatien                     | 18:18        | Montenegro                    | Stadion der Berufs- und Fachhochschule, Chuzhou Zuschauer: 290 Schiedsrichter: Picard, Vauchez |
| 17. August 2024 12:00 Uhr | meiste Tore: Ivana Fratnik 7 | (8:9)        | meiste Tore: Elena Mitrović 5 | Stadion der Berufs- und Fachhochschule, Chuzhou Zuschauer: 290 Schiedsrichter: Picard, Vauchez |
| 17. August 2024 12:00 Uhr | Strafen: 6×                  | Spielbericht | Strafen: 5×                   | Stadion der Berufs- und Fachhochschule, Chuzhou Zuschauer: 290 Schiedsrichter: Picard, Vauchez |

#### Gruppe C
| Pl. | Land        | Sp. | S | U | N | Tore     | Diff. | Punkte |
| --- | ----------- | --- | - | - | - | -------- | ----- | ------ |
| 1.  | Japan       | 3   | 2 | 1 | 0 | 0109:640 | +45   | 5      |
| 2.  | Niederlande | 3   | 2 | 0 | 1 | 092:560  | +36   | 4      |
| 3.  | Südkorea    | 3   | 1 | 1 | 1 | 0112:680 | +44   | 3      |
| 4.  | Kanada      | 3   | 0 | 0 | 3 | 033:1580 | −125  | 0      |

| 14. August 2024 10:00 Uhr | Japan                         | 27:27        | Südkorea                         | Olympisches Sportzentrum, Chuzhou Zuschauer: 200 Schiedsrichter: Cheng, Shou |
| 14. August 2024 10:00 Uhr | meiste Tore: Yume Matsumoto 8 | (12:14)      | meiste Tore: 4 Spielerinnen je 5 | Olympisches Sportzentrum, Chuzhou Zuschauer: 200 Schiedsrichter: Cheng, Shou |
| 14. August 2024 10:00 Uhr | Strafen: 3×                   | Spielbericht | Strafen: 1× 3×                   | Olympisches Sportzentrum, Chuzhou Zuschauer: 200 Schiedsrichter: Cheng, Shou |

| 14. August 2024 12:00 Uhr | Niederlande                    | 41:6         | Kanada                        | Olympisches Sportzentrum, Chuzhou Zuschauer: 100 Schiedsrichter: Watson, Welin |
| 14. August 2024 12:00 Uhr | meiste Tore: Robin van Galen 8 | (21:5)       | meiste Tore: Mahély Lemaire 3 | Olympisches Sportzentrum, Chuzhou Zuschauer: 100 Schiedsrichter: Watson, Welin |
| 14. August 2024 12:00 Uhr | Strafen: 1×                    | Spielbericht | Strafen: 4×                   | Olympisches Sportzentrum, Chuzhou Zuschauer: 100 Schiedsrichter: Watson, Welin |

| 15. August 2024 16:00 Uhr | Niederlande                 | 24:19        | Südkorea                                  | Olympisches Sportzentrum, Chuzhou Zuschauer: 300 Schiedsrichter: Kha. Ismoilov, Khu. Ismoilov |
| 15. August 2024 16:00 Uhr | meiste Tore: Maud Horvers 7 | (10:13)      | meiste Tore: Lee Ye-seo, Ku Hyeon-ji je 4 | Olympisches Sportzentrum, Chuzhou Zuschauer: 300 Schiedsrichter: Kha. Ismoilov, Khu. Ismoilov |
| 15. August 2024 16:00 Uhr | Strafen: 3×                 | Spielbericht | Strafen: 4×                               | Olympisches Sportzentrum, Chuzhou Zuschauer: 300 Schiedsrichter: Kha. Ismoilov, Khu. Ismoilov |

| 15. August 2024 18:00 Uhr | Kanada                            | 10:51        | Japan                         | Olympisches Sportzentrum, Chuzhou Zuschauer: 500 Schiedsrichter: Duplij, Pobedrina |
| 15. August 2024 18:00 Uhr | meiste Tore: Florence Boisclair 3 | (3:21)       | meiste Tore: Yui Yasugahira 9 | Olympisches Sportzentrum, Chuzhou Zuschauer: 500 Schiedsrichter: Duplij, Pobedrina |
| 15. August 2024 18:00 Uhr | Strafen: 3×                       | Spielbericht | Strafen: 2×                   | Olympisches Sportzentrum, Chuzhou Zuschauer: 500 Schiedsrichter: Duplij, Pobedrina |

| 17. August 2024 12:00 Uhr | Südkorea                   | 66:17        | Kanada                        | Olympisches Sportzentrum, Chuzhou Zuschauer: 200 Schiedsrichter: Fabryczny, Rawicki |
| 17. August 2024 12:00 Uhr | meiste Tore: Kim Ji-min 11 | (37:9)       | meiste Tore: Amélie Leclair 6 | Olympisches Sportzentrum, Chuzhou Zuschauer: 200 Schiedsrichter: Fabryczny, Rawicki |
| 17. August 2024 12:00 Uhr | Strafen: 2× 5× 1×          | Spielbericht | Strafen: 1× 7×                | Olympisches Sportzentrum, Chuzhou Zuschauer: 200 Schiedsrichter: Fabryczny, Rawicki |

| 17. August 2024 14:00 Uhr | Japan                   | 31:27        | Niederlande                    | Olympisches Sportzentrum, Chuzhou Zuschauer: 200 Schiedsrichter: Metalari, Nikolovski |
| 17. August 2024 14:00 Uhr | meiste Tore: Ai Nakao 6 | (13:13)      | meiste Tore: Robin van Galen 8 | Olympisches Sportzentrum, Chuzhou Zuschauer: 200 Schiedsrichter: Metalari, Nikolovski |
| 17. August 2024 14:00 Uhr | Strafen: 1×             | Spielbericht | Strafen: 5×                    | Olympisches Sportzentrum, Chuzhou Zuschauer: 200 Schiedsrichter: Metalari, Nikolovski |

#### Gruppe D
| Pl. | Land       | Sp. | S | U | N | Tore     | Diff. | Punkte |
| --- | ---------- | --- | - | - | - | -------- | ----- | ------ |
| 1.  | Frankreich | 3   | 3 | 0 | 0 | 0128:480 | +80   | 6      |
| 2.  | Brasilien  | 3   | 2 | 0 | 1 | 091:720  | +19   | 4      |
| 3.  | Kosovo     | 3   | 1 | 0 | 2 | 062:970  | −35   | 2      |
| 4.  | Indien     | 3   | 0 | 0 | 3 | 045:1090 | −64   | 0      |

| 14. August 2024 14:00 Uhr | Frankreich                    | 50:14        | Indien                       | Olympisches Sportzentrum, Chuzhou Zuschauer: 100 Schiedsrichter: Al-Shahi, Al-Wahibi |
| 14. August 2024 14:00 Uhr | meiste Tore: Julilove Andon 8 | (28:7)       | meiste Tore: Renuka Renuka 6 | Olympisches Sportzentrum, Chuzhou Zuschauer: 100 Schiedsrichter: Al-Shahi, Al-Wahibi |
| 14. August 2024 14:00 Uhr |                               | Spielbericht | Strafen: 4×                  | Olympisches Sportzentrum, Chuzhou Zuschauer: 100 Schiedsrichter: Al-Shahi, Al-Wahibi |

| 14. August 2024 16:00 Uhr | Brasilien                                    | 39:21        | Kosovo                       | Stadion der Berufs- und Fachhochschule, Chuzhou Zuschauer: 300 Schiedsrichter: Jørstad, Fremstad |
| 14. August 2024 16:00 Uhr | meiste Tore: Raquel Cardoso Brandão Ladeia 8 | (19:11)      | meiste Tore: Arjeta Imeraj 5 | Stadion der Berufs- und Fachhochschule, Chuzhou Zuschauer: 300 Schiedsrichter: Jørstad, Fremstad |
| 14. August 2024 16:00 Uhr | Strafen: 1× 3×                               | Spielbericht | Strafen: 1× 6×               | Stadion der Berufs- und Fachhochschule, Chuzhou Zuschauer: 300 Schiedsrichter: Jørstad, Fremstad |

| 15. August 2024 16:00 Uhr | Kosovo                                         | 16:44        | Frankreich                      | Internationale Handballhalle, Chuzhou Zuschauer: 100 Schiedsrichter: Cheng, Zhou |
| 15. August 2024 16:00 Uhr | meiste Tore: Martina Bibaj, Sara Gjergjaj je 4 | (7:20)       | meiste Tore: Corentine Senant 6 | Internationale Handballhalle, Chuzhou Zuschauer: 100 Schiedsrichter: Cheng, Zhou |
| 15. August 2024 16:00 Uhr | Strafen: 1×                                    | Spielbericht | Strafen: 2×                     | Internationale Handballhalle, Chuzhou Zuschauer: 100 Schiedsrichter: Cheng, Zhou |

| 15. August 2024 18:00 Uhr | Brasilien                                                                       | 34:17        | Indien                       | Internationale Handballhalle, Chuzhou Zuschauer: 200 Schiedsrichter: Metalari, Nikolovski |
| 15. August 2024 18:00 Uhr | meiste Tore: Júlia Vitória dos Santos Gomes, Raquel Cardoso Brandão Ladeia je 6 | (14:11)      | meiste Tore: Sujata Sujata 9 | Internationale Handballhalle, Chuzhou Zuschauer: 200 Schiedsrichter: Metalari, Nikolovski |
| 15. August 2024 18:00 Uhr | Strafen: 3×                                                                     | Spielbericht | Strafen: 1× 4×               | Internationale Handballhalle, Chuzhou Zuschauer: 200 Schiedsrichter: Metalari, Nikolovski |

| 17. August 2024 14:00 Uhr | Frankreich                  | 34:18        | Brasilien                                     | Internationale Handballhalle, Chuzhou Zuschauer: 300 Schiedsrichter: Altmár, Horváth |
| 17. August 2024 14:00 Uhr | meiste Tore: Dawiya Abdou 6 | (18:6)       | meiste Tore: Júlia Vitória dos Santos Gomes 4 | Internationale Handballhalle, Chuzhou Zuschauer: 300 Schiedsrichter: Altmár, Horváth |
| 17. August 2024 14:00 Uhr | Strafen: 4×                 | Spielbericht | Strafen: 1×                                   | Internationale Handballhalle, Chuzhou Zuschauer: 300 Schiedsrichter: Altmár, Horváth |

| 17. August 2024 14:00 Uhr | Indien                                                    | 14:25        | Kosovo                     | Stadion der Berufs- und Fachhochschule, Chuzhou Zuschauer: 350 Schiedsrichter: Mahmoud, Elbeltagy |
| 17. August 2024 14:00 Uhr | meiste Tore: Sujata Sujata, Tannu Tannu, Kafhi Kafhi je 4 | (6:15)       | meiste Tore: Diona Dresh 7 | Stadion der Berufs- und Fachhochschule, Chuzhou Zuschauer: 350 Schiedsrichter: Mahmoud, Elbeltagy |
| 17. August 2024 14:00 Uhr | Strafen: 3×                                               | Spielbericht | Strafen: 3×                | Stadion der Berufs- und Fachhochschule, Chuzhou Zuschauer: 350 Schiedsrichter: Mahmoud, Elbeltagy |

#### Gruppe E
| Pl. | Land                | Sp. | S | U | N | Tore     | Diff. | Punkte |
| --- | ------------------- | --- | - | - | - | -------- | ----- | ------ |
| 1.  | Dänemark            | 3   | 3 | 0 | 0 | 0117:430 | +74   | 6      |
| 2.  | Volksrepublik China | 3   | 2 | 0 | 1 | 097:650  | +32   | 4      |
| 3.  | Chinesisch Taipeh   | 3   | 1 | 0 | 2 | 061:910  | −30   | 2      |
| 4.  | Grönland            | 3   | 0 | 0 | 3 | 040:1160 | −76   | 0      |

| 14. August 2024 18:30 Uhr | Volksrepublik China                  | 46:17        | Grönland                            | Internationale Handballhalle, Chuzhou Zuschauer: 2000 Schiedsrichter: al-Enezi, al-Naseem |
| 14. August 2024 18:30 Uhr | meiste Tore: Xin Ying, Yang Yue je 5 | (21:7)       | meiste Tore: Madeleine Bjørnestad 8 | Internationale Handballhalle, Chuzhou Zuschauer: 2000 Schiedsrichter: al-Enezi, al-Naseem |
| 14. August 2024 18:30 Uhr | Strafen: 4×                          | Spielbericht | Strafen: 1×                         | Internationale Handballhalle, Chuzhou Zuschauer: 2000 Schiedsrichter: al-Enezi, al-Naseem |

| 14. August 2024 20:30 Uhr | Dänemark                               | 47:13        | Chinesisch Taipeh        | Internationale Handballhalle, Chuzhou Zuschauer: 350 Schiedsrichter: El Malwane, El Gahss |
| 14. August 2024 20:30 Uhr | meiste Tore: Andrea Bjertrup Jensen 11 | (26:5)       | meiste Tore: Lin Ching 3 | Internationale Handballhalle, Chuzhou Zuschauer: 350 Schiedsrichter: El Malwane, El Gahss |
| 14. August 2024 20:30 Uhr | Strafen: 3×                            | Spielbericht | Strafen: 4×              | Internationale Handballhalle, Chuzhou Zuschauer: 350 Schiedsrichter: El Malwane, El Gahss |

| 16. August 2024 16:00 Uhr | Grönland                            | 8:42         | Dänemark                                                        | Internationale Handballhalle, Chuzhou Zuschauer: 300 Schiedsrichter: Godoy, Magalhães |
| 16. August 2024 16:00 Uhr | meiste Tore: Madeleine Bjørnestad 4 | (5:20)       | meiste Tore: Andrea Bjertrup Jensen, Kirstine Emilie Hoppe je 6 | Internationale Handballhalle, Chuzhou Zuschauer: 300 Schiedsrichter: Godoy, Magalhães |
| 16. August 2024 16:00 Uhr |                                     | Spielbericht | Strafen: 1×                                                     | Internationale Handballhalle, Chuzhou Zuschauer: 300 Schiedsrichter: Godoy, Magalhães |

| 16. August 2024 18:00 Uhr | Volksrepublik China         | 29:20        | Chinesisch Taipeh        | Internationale Handballhalle, Chuzhou Zuschauer: 1000 Schiedsrichter: Watson, Welin |
| 16. August 2024 18:00 Uhr | meiste Tore: Pan Fengying 6 | (12:8)       | meiste Tore: Lin Ching 9 | Internationale Handballhalle, Chuzhou Zuschauer: 1000 Schiedsrichter: Watson, Welin |
| 16. August 2024 18:00 Uhr | Strafen: 1×                 | Spielbericht | Strafen: 1×              | Internationale Handballhalle, Chuzhou Zuschauer: 1000 Schiedsrichter: Watson, Welin |

| 17. August 2024 18:00 Uhr | Dänemark                              | 28:22        | Volksrepublik China        | Internationale Handballhalle, Chuzhou Zuschauer: 5050 Schiedsrichter: Pîrvu, Potîrniche |
| 17. August 2024 18:00 Uhr | meiste Tore: Andrea Bjertrup Jensen 8 | (14:13)      | meiste Tore: Huang Zidie 7 | Internationale Handballhalle, Chuzhou Zuschauer: 5050 Schiedsrichter: Pîrvu, Potîrniche |
| 17. August 2024 18:00 Uhr | Strafen: 3×                           | Spielbericht | Strafen: 3× 1×             | Internationale Handballhalle, Chuzhou Zuschauer: 5050 Schiedsrichter: Pîrvu, Potîrniche |

| 17. August 2024 18:00 Uhr | Chinesisch Taipeh        | 28:15        | Grönland                                                      | Stadion der Berufs- und Fachhochschule, Chuzhou Zuschauer: 550 Schiedsrichter: R. Haggui, S. Haggui |
| 17. August 2024 18:00 Uhr | meiste Tore: Lin Ching 6 | (15:5)       | meiste Tore: Madeleine Bjørnestad, Bea Mathæussen Jensen je 5 | Stadion der Berufs- und Fachhochschule, Chuzhou Zuschauer: 550 Schiedsrichter: R. Haggui, S. Haggui |
| 17. August 2024 18:00 Uhr | Strafen: 3×              | Spielbericht |                                                               | Stadion der Berufs- und Fachhochschule, Chuzhou Zuschauer: 550 Schiedsrichter: R. Haggui, S. Haggui |

#### Gruppe F
| Pl. | Land        | Sp. | S | U | N | Tore     | Diff. | Punkte |
| --- | ----------- | --- | - | - | - | -------- | ----- | ------ |
| 1.  | Ungarn      | 3   | 3 | 0 | 0 | 0106:530 | +53   | 6      |
| 2.  | Norwegen    | 3   | 2 | 0 | 1 | 097:560  | +41   | 4      |
| 3.  | Argentinien | 3   | 1 | 0 | 2 | 062:720  | −10   | 2      |
| 4.  | Kasachstan  | 3   | 0 | 0 | 3 | 031:1150 | −84   | 0      |

| 14. August 2024 18:00 Uhr | Ungarn                                               | 31:18        | Argentinien                     | Olympisches Sportzentrum, Chuzhou Zuschauer: 200 Schiedsrichter: Fabryczny, Rawicki |
| 14. August 2024 18:00 Uhr | meiste Tore: Dorka Papp, Renáta Keceli-Mészáros je 6 | (14:9)       | meiste Tore: Isabella Patrone 5 | Olympisches Sportzentrum, Chuzhou Zuschauer: 200 Schiedsrichter: Fabryczny, Rawicki |
| 14. August 2024 18:00 Uhr | Strafen: 1× 8×                                       | Spielbericht | Strafen: 1× 3×                  | Olympisches Sportzentrum, Chuzhou Zuschauer: 200 Schiedsrichter: Fabryczny, Rawicki |

| 14. August 2024 20:00 Uhr | Norwegen                                                            | 43:9         | Kasachstan                        | Olympisches Sportzentrum, Chuzhou Zuschauer: 100 Schiedsrichter: Araújo, Perdomo |
| 14. August 2024 20:00 Uhr | meiste Tore: Vilde Refsland, Synne With, Othilie Liodden Holte je 6 | (21:2)       | meiste Tore: Karlygash Altynbek 4 | Olympisches Sportzentrum, Chuzhou Zuschauer: 100 Schiedsrichter: Araújo, Perdomo |
| 14. August 2024 20:00 Uhr | Strafen: 1×                                                         | Spielbericht | Strafen: 1×                       | Olympisches Sportzentrum, Chuzhou Zuschauer: 100 Schiedsrichter: Araújo, Perdomo |

| 16. August 2024 16:00 Uhr | Kasachstan                                            | 9:45         | Ungarn                    | Olympisches Sportzentrum, Chuzhou Zuschauer: 300 Schiedsrichter: R. Haggui, S. Haggui |
| 16. August 2024 16:00 Uhr | meiste Tore: Zhanerke Ertazayeva, Kristina Paley je 3 | (5:22)       | meiste Tore: Fanni Bede 7 | Olympisches Sportzentrum, Chuzhou Zuschauer: 300 Schiedsrichter: R. Haggui, S. Haggui |
| 16. August 2024 16:00 Uhr | Strafen: 1× 4×                                        | Spielbericht | Strafen: 2×               | Olympisches Sportzentrum, Chuzhou Zuschauer: 300 Schiedsrichter: R. Haggui, S. Haggui |

| 16. August 2024 18:00 Uhr | Norwegen                                  | 28:17        | Argentinien                            | Olympisches Sportzentrum, Chuzhou Zuschauer: 300 Schiedsrichter: al-Enezi, al-Naseem |
| 16. August 2024 18:00 Uhr | meiste Tore: Vanessa Bråten Gulbrandsen 9 | (13:9)       | meiste Tore: Helena Albertina Molina 6 | Olympisches Sportzentrum, Chuzhou Zuschauer: 300 Schiedsrichter: al-Enezi, al-Naseem |
| 16. August 2024 18:00 Uhr | Strafen: 3×                               | Spielbericht | Strafen: 2×                            | Olympisches Sportzentrum, Chuzhou Zuschauer: 300 Schiedsrichter: al-Enezi, al-Naseem |

| 17. August 2024 20:00 Uhr | Ungarn                        | 30:26        | Norwegen                        | Internationale Handballhalle, Chuzhou Zuschauer: 500 Schiedsrichter: Bolic, Hurich |
| 17. August 2024 20:00 Uhr | meiste Tore: Virág Fazekas 13 | (17:10)      | meiste Tore: Mali Halldorsson 5 | Internationale Handballhalle, Chuzhou Zuschauer: 500 Schiedsrichter: Bolic, Hurich |
| 17. August 2024 20:00 Uhr |                               | Spielbericht | Strafen: 3× 1×                  | Internationale Handballhalle, Chuzhou Zuschauer: 500 Schiedsrichter: Bolic, Hurich |

| 17. August 2024 20:00 Uhr | Argentinien                      | 27:13        | Kasachstan                        | Olympisches Sportzentrum, Chuzhou Zuschauer: 300 Schiedsrichter: Al-Shahi, Al-Wahibi |
| 17. August 2024 20:00 Uhr | meiste Tore: Catalina Losarcos 9 | (12:9)       | meiste Tore: Karlygash Altynbek 5 | Olympisches Sportzentrum, Chuzhou Zuschauer: 300 Schiedsrichter: Al-Shahi, Al-Wahibi |
| 17. August 2024 20:00 Uhr | Strafen: 3×                      | Spielbericht | Strafen: 1×                       | Olympisches Sportzentrum, Chuzhou Zuschauer: 300 Schiedsrichter: Al-Shahi, Al-Wahibi |

#### Gruppe G
| Pl. | Land     | Sp. | S | U | N | Tore     | Diff. | Punkte |
| --- | -------- | --- | - | - | - | -------- | ----- | ------ |
| 1.  | Spanien  | 3   | 3 | 0 | 0 | 087:630  | +24   | 6      |
| 2.  | Schweiz  | 3   | 2 | 0 | 1 | 074:680  | +6    | 4      |
| 3.  | Rumänien | 3   | 1 | 0 | 2 | 080:790  | +1    | 2      |
| 4.  | Ägypten  | 3   | 0 | 0 | 3 | 070:1010 | −31   | 0      |

| 14. August 2024 16:00 Uhr | Rumänien                         | 24:25        | Schweiz                    | Olympisches Sportzentrum, Chuzhou Zuschauer: 100 Schiedsrichter: Duplij, Pobedrina |
| 14. August 2024 16:00 Uhr | meiste Tore: Alexia Maria Niță 5 | (16:12)      | meiste Tore: Era Baumann 6 | Olympisches Sportzentrum, Chuzhou Zuschauer: 100 Schiedsrichter: Duplij, Pobedrina |
| 14. August 2024 16:00 Uhr | Strafen: 8×                      | Spielbericht | Strafen: 1× 3×             | Olympisches Sportzentrum, Chuzhou Zuschauer: 100 Schiedsrichter: Duplij, Pobedrina |

| 14. August 2024 18:00 Uhr | Ägypten                                  | 22:37        | Spanien                              | Stadion der Berufs- und Fachhochschule, Chuzhou Zuschauer: 300 Schiedsrichter: Godoy, Magalhães |
| 14. August 2024 18:00 Uhr | meiste Tore: Shahd Safeyelden Saadalla 7 | (11:19)      | meiste Tore: Nayra Solís Rodríguez 7 | Stadion der Berufs- und Fachhochschule, Chuzhou Zuschauer: 300 Schiedsrichter: Godoy, Magalhães |
| 14. August 2024 18:00 Uhr | Strafen: 2×                              | Spielbericht | Strafen: 4×                          | Stadion der Berufs- und Fachhochschule, Chuzhou Zuschauer: 300 Schiedsrichter: Godoy, Magalhães |

| 16. August 2024 12:00 Uhr | Schweiz                        | 28:19        | Ägypten                                | Olympisches Sportzentrum, Chuzhou Zuschauer: 100 Schiedsrichter: Araújo, Perdomo |
| 16. August 2024 12:00 Uhr | meiste Tore: Nora Emmenegger 7 | (11:7)       | meiste Tore: Shrouk Mahmoud Elsheref 5 | Olympisches Sportzentrum, Chuzhou Zuschauer: 100 Schiedsrichter: Araújo, Perdomo |
| 16. August 2024 12:00 Uhr | Strafen: 2×                    | Spielbericht | Strafen: 4×                            | Olympisches Sportzentrum, Chuzhou Zuschauer: 100 Schiedsrichter: Araújo, Perdomo |

| 16. August 2024 14:00 Uhr | Rumänien                                | 20:25        | Spanien                              | Olympisches Sportzentrum, Chuzhou Zuschauer: 200 Schiedsrichter: Vujačić, Kažanegra |
| 16. August 2024 14:00 Uhr | meiste Tore: Enryka Valentina Bodijar 6 | (11:13)      | meiste Tore: Belén Rodríguez Lario 9 | Olympisches Sportzentrum, Chuzhou Zuschauer: 200 Schiedsrichter: Vujačić, Kažanegra |
| 16. August 2024 14:00 Uhr | Strafen: 1× 4×                          | Spielbericht | Strafen: 1× 3×                       | Olympisches Sportzentrum, Chuzhou Zuschauer: 200 Schiedsrichter: Vujačić, Kažanegra |

| 17. August 2024 16:00 Uhr | Spanien                          | 25:21        | Schweiz                            | Olympisches Sportzentrum, Chuzhou Zuschauer: 400 Schiedsrichter: Hansen, Jensen |
| 17. August 2024 16:00 Uhr | meiste Tore: 4 Spielerinnen je 3 | (14:13)      | meiste Tore: Yara-Ladina Brunett 7 | Olympisches Sportzentrum, Chuzhou Zuschauer: 400 Schiedsrichter: Hansen, Jensen |
| 17. August 2024 16:00 Uhr | Strafen: 1×                      | Spielbericht | Strafen: 3×                        | Olympisches Sportzentrum, Chuzhou Zuschauer: 400 Schiedsrichter: Hansen, Jensen |

| 17. August 2024 18:00 Uhr | Ägypten                                 | 29:36        | Rumänien                                                                       | Olympisches Sportzentrum, Chuzhou Zuschauer: 400 Schiedsrichter: Kha. Ismoilov, Khu. Ismoilov |
| 17. August 2024 18:00 Uhr | meiste Tore: Shrouk Mahmoud Elsheref 10 | (14:17)      | meiste Tore: Maria Alexandra Voicu, Gabriela Maria Tulea, Anamaria Șerban je 6 | Olympisches Sportzentrum, Chuzhou Zuschauer: 400 Schiedsrichter: Kha. Ismoilov, Khu. Ismoilov |
| 17. August 2024 18:00 Uhr | Strafen: 3×                             | Spielbericht | Strafen: 1×                                                                    | Olympisches Sportzentrum, Chuzhou Zuschauer: 400 Schiedsrichter: Kha. Ismoilov, Khu. Ismoilov |

#### Gruppe H
| Pl. | Land        | Sp. | S | U | N | Tore     | Diff. | Punkte |
| --- | ----------- | --- | - | - | - | -------- | ----- | ------ |
| 1.  | Deutschland | 3   | 3 | 0 | 0 | 0106:670 | +39   | 6      |
| 2.  | Tschechien  | 3   | 2 | 0 | 1 | 083:630  | +20   | 4      |
| 3.  | Island      | 3   | 1 | 0 | 2 | 068:790  | −11   | 2      |
| 4.  | Guinea      | 3   | 0 | 0 | 3 | 051:990  | −48   | 0      |

| 14. August 2024 14:00 Uhr | Deutschland                     | 42:18        | Guinea                                           | Internationale Handballhalle, Chuzhou Zuschauer: 250 Schiedsrichter: Altmár, Horváth |
| 14. August 2024 14:00 Uhr | meiste Tore: Marlene Tucholke 9 | (22:9)       | meiste Tore: Hawa Sylla, Kadiatou Koumbassa je 4 | Internationale Handballhalle, Chuzhou Zuschauer: 250 Schiedsrichter: Altmár, Horváth |
| 14. August 2024 14:00 Uhr | Strafen: 1×                     | Spielbericht | Strafen: 5×                                      | Internationale Handballhalle, Chuzhou Zuschauer: 250 Schiedsrichter: Altmár, Horváth |

| 14. August 2024 16:00 Uhr | Tschechien                     | 28:17        | Island                                                           | Internationale Handballhalle, Chuzhou Zuschauer: 800 Schiedsrichter: Bolic, Hurich |
| 14. August 2024 16:00 Uhr | meiste Tore: Claudia Rampová 6 | (16:4)       | meiste Tore: Dagmar Guðrún Pálsdóttir, Þóra Hrafnkelsdóttir je 3 | Internationale Handballhalle, Chuzhou Zuschauer: 800 Schiedsrichter: Bolic, Hurich |
| 14. August 2024 16:00 Uhr | Strafen: 4×                    | Spielbericht | Strafen: 1× 4×                                                   | Internationale Handballhalle, Chuzhou Zuschauer: 800 Schiedsrichter: Bolic, Hurich |

| 16. August 2024 12:00 Uhr | Tschechien                     | 32:13        | Guinea                            | Internationale Handballhalle, Chuzhou Zuschauer: 50 Schiedsrichter: Jørstad, Fremstad |
| 16. August 2024 12:00 Uhr | meiste Tore: Claudia Rampová 7 | (17:5)       | meiste Tore: Kadiatou Koumbassa 4 | Internationale Handballhalle, Chuzhou Zuschauer: 50 Schiedsrichter: Jørstad, Fremstad |
| 16. August 2024 12:00 Uhr | Strafen: 4×                    | Spielbericht | Strafen: 8× 1×                    | Internationale Handballhalle, Chuzhou Zuschauer: 50 Schiedsrichter: Jørstad, Fremstad |

| 16. August 2024 14:00 Uhr | Island                                   | 26:31        | Deutschland                                      | Internationale Handballhalle, Chuzhou Zuschauer: 150 Schiedsrichter: Correa, Conberse |
| 16. August 2024 14:00 Uhr | meiste Tore: Arna Karitas Eiríksdóttir 7 | (15:14)      | meiste Tore: Jana Walther, Marlene Tucholke je 6 | Internationale Handballhalle, Chuzhou Zuschauer: 150 Schiedsrichter: Correa, Conberse |
| 16. August 2024 14:00 Uhr | Strafen: 2× 4×                           | Spielbericht | Strafen: 1× 4×                                   | Internationale Handballhalle, Chuzhou Zuschauer: 150 Schiedsrichter: Correa, Conberse |

| 17. August 2024 16:00 Uhr | Deutschland                                     | 33:23        | Tschechien                      | Internationale Handballhalle, Chuzhou Zuschauer: 400 Schiedsrichter: Vujačić, Kažanegra |
| 17. August 2024 16:00 Uhr | meiste Tore: Marlene Tucholke, Chiara Rohr je 7 | (17:5)       | meiste Tore: Tereza Pazderová 5 | Internationale Handballhalle, Chuzhou Zuschauer: 400 Schiedsrichter: Vujačić, Kažanegra |
| 17. August 2024 16:00 Uhr | Strafen: 2×                                     | Spielbericht | Strafen: 2×                     | Internationale Handballhalle, Chuzhou Zuschauer: 400 Schiedsrichter: Vujačić, Kažanegra |

| 17. August 2024 16:00 Uhr | Guinea                    | 20:25        | Island                                  | Stadion der Berufs- und Fachhochschule, Chuzhou Zuschauer: 450 Schiedsrichter: Cheng, Zhou |
| 17. August 2024 16:00 Uhr | meiste Tore: Hawa Sylla 5 | (11:13)      | meiste Tore: Dagmar Guðrún Pálsdóttir 6 | Stadion der Berufs- und Fachhochschule, Chuzhou Zuschauer: 450 Schiedsrichter: Cheng, Zhou |
| 17. August 2024 16:00 Uhr | Strafen: 1× 5× 1×         | Spielbericht |                                         | Stadion der Berufs- und Fachhochschule, Chuzhou Zuschauer: 450 Schiedsrichter: Cheng, Zhou |

## Hauptrunde
Ergebnisse gegen Vorrundengegner wurden mit in die Hauptrunde genommen. Die Gruppenersten und Gruppenzweiten der Hauptrundengruppen qualifizierten sich für das Viertelfinale. Die Gruppendritten spielten die Plätze neun bis zwölf und die Gruppenvierten die Plätze dreizehn bis sechzehn aus.
Mit den erspielten Punkten wurde die Platzierung ermittelt. Bei Punktgleichheit von mehreren Mannschaften war erst der direkte Vergleich für die Platzierung ausschlaggebend, dann die Tordifferenz. Sofern diese ebenfalls identisch war, werde die Anzahl der erzielten Tore zur Ermittlung der Platzierung herangezogen.
Legende

### Gruppe I
| Pl. | Land       | Sp. | S | U | N | Tore    | Diff. | Punkte |
| --- | ---------- | --- | - | - | - | ------- | ----- | ------ |
| 1.  | Kroatien   | 3   | 2 | 1 | 0 | 062:540 | +8    | 5      |
| 2.  | Serbien    | 3   | 2 | 0 | 1 | 066:590 | +7    | 4      |
| 3.  | Montenegro | 3   | 0 | 2 | 1 | 051:570 | −6    | 2      |
| 4.  | Schweden   | 3   | 0 | 1 | 2 | 063:720 | −9    | 1      |

| 18. August 2024 12:00 Uhr | Schweden                         | 19:19        | Montenegro                    | Internationale Handballhalle, Chuzhou Zuschauer: 76 Schiedsrichter: Godoy, Magalhães |
| 18. August 2024 12:00 Uhr | meiste Tore: 5 Spielerinnen je 3 | (9:8)        | meiste Tore: Nina Ramusović 5 | Internationale Handballhalle, Chuzhou Zuschauer: 76 Schiedsrichter: Godoy, Magalhães |
| 18. August 2024 12:00 Uhr | Strafen: 3×                      | Spielbericht | Strafen: 5×                   | Internationale Handballhalle, Chuzhou Zuschauer: 76 Schiedsrichter: Godoy, Magalhães |

| 18. August 2024 14:00 Uhr | Kroatien                     | 20:17        | Serbien                        | Internationale Handballhalle, Chuzhou Zuschauer: 226 Schiedsrichter: Araújo, Perdomo |
| 18. August 2024 14:00 Uhr | meiste Tore: Katja Vuković 4 | (10:9)       | meiste Tore: Mia Nedeljković 4 | Internationale Handballhalle, Chuzhou Zuschauer: 226 Schiedsrichter: Araújo, Perdomo |
| 18. August 2024 14:00 Uhr | Strafen: 2× 1×               | Spielbericht | Strafen: 1× 5×                 | Internationale Handballhalle, Chuzhou Zuschauer: 226 Schiedsrichter: Araújo, Perdomo |

| 20. August 2024 14:00 Uhr | Schweden                     | 19:24        | Kroatien                    | Olympisches Sportzentrum, Chuzhou Zuschauer: 200 Schiedsrichter: Bolic, Hurich |
| 20. August 2024 14:00 Uhr | meiste Tore: Nova Huselius 9 | (10:12)      | meiste Tore: Mirna Brusić 5 | Olympisches Sportzentrum, Chuzhou Zuschauer: 200 Schiedsrichter: Bolic, Hurich |
| 20. August 2024 14:00 Uhr | Strafen: 1×                  | Spielbericht | Strafen: 1× 3×              | Olympisches Sportzentrum, Chuzhou Zuschauer: 200 Schiedsrichter: Bolic, Hurich |

| 20. August 2024 16:00 Uhr | Serbien                                        | 20:14        | Montenegro                    | Olympisches Sportzentrum, Chuzhou Zuschauer: 200 Schiedsrichter: Correa, Conberse |
| 20. August 2024 16:00 Uhr | meiste Tore: Mia Nedeljković, Lara Stanić je 5 | (9:5)        | meiste Tore: Nina Ramusović 6 | Olympisches Sportzentrum, Chuzhou Zuschauer: 200 Schiedsrichter: Correa, Conberse |
| 20. August 2024 16:00 Uhr | Strafen: 4×                                    | Spielbericht | Strafen: 5× 2×                | Olympisches Sportzentrum, Chuzhou Zuschauer: 200 Schiedsrichter: Correa, Conberse |

### Gruppe II
| Pl. | Land        | Sp. | S | U | N | Tore    | Diff. | Punkte |
| --- | ----------- | --- | - | - | - | ------- | ----- | ------ |
| 1.  | Frankreich  | 3   | 2 | 0 | 1 | 083:660 | +17   | 4      |
| 2.  | Japan       | 3   | 2 | 0 | 1 | 085:720 | +13   | 4      |
| 3.  | Brasilien   | 3   | 1 | 0 | 2 | 060:860 | −26   | 2      |
| 4.  | Niederlande | 3   | 1 | 0 | 2 | 073:770 | −4    | 2      |

| 18. August 2024 16:00 Uhr | Japan                         | 30:19        | Brasilien                                                 | Internationale Handballhalle, Chuzhou Zuschauer: 50 Schiedsrichter: Faye, Diop |
| 18. August 2024 16:00 Uhr | meiste Tore: Yume Matsumoto 9 | (14:12)      | meiste Tore: Maria Luiza Kozar Dovigo, Lauendy Vitor je 3 | Internationale Handballhalle, Chuzhou Zuschauer: 50 Schiedsrichter: Faye, Diop |
| 18. August 2024 16:00 Uhr | Strafen: 1× 2×                | Spielbericht |                                                           | Internationale Handballhalle, Chuzhou Zuschauer: 50 Schiedsrichter: Faye, Diop |

| 18. August 2024 18:00 Uhr | Frankreich                     | 23:24        | Niederlande                 | Internationale Handballhalle, Chuzhou Zuschauer: 398 Schiedsrichter: al-Enezi, al-Naseem |
| 18. August 2024 18:00 Uhr | meiste Tore: Prunelle Kingue 6 | (8:11)       | meiste Tore: Maud Horvers 7 | Internationale Handballhalle, Chuzhou Zuschauer: 398 Schiedsrichter: al-Enezi, al-Naseem |
| 18. August 2024 18:00 Uhr | Strafen: 2×                    | Spielbericht | Strafen: 2×                 | Internationale Handballhalle, Chuzhou Zuschauer: 398 Schiedsrichter: al-Enezi, al-Naseem |

| 20. August 2024 14:00 Uhr | Niederlande                      | 22:23        | Brasilien                                    | Internationale Handballhalle, Chuzhou Zuschauer: 150 Schiedsrichter: Jørstad, Fremstad |
| 20. August 2024 14:00 Uhr | meiste Tore: 4 Spielerinnen je 3 | (10:11)      | meiste Tore: Raquel Cardoso Brandão Ladeia 9 | Internationale Handballhalle, Chuzhou Zuschauer: 150 Schiedsrichter: Jørstad, Fremstad |
| 20. August 2024 14:00 Uhr | Strafen: 2×                      | Spielbericht | Strafen: 2×                                  | Internationale Handballhalle, Chuzhou Zuschauer: 150 Schiedsrichter: Jørstad, Fremstad |

| 20. August 2024 16:00 Uhr | Japan                        | 24:26        | Frankreich                  | Internationale Handballhalle, Chuzhou Zuschauer: 200 Schiedsrichter: Godoy, Magalhães |
| 20. August 2024 16:00 Uhr | meiste Tore: Mami Nakamura 7 | (11:11)      | meiste Tore: Dawiya Abdou 7 | Internationale Handballhalle, Chuzhou Zuschauer: 200 Schiedsrichter: Godoy, Magalhães |
| 20. August 2024 16:00 Uhr | Strafen: 1×                  | Spielbericht | Strafen: 1×                 | Internationale Handballhalle, Chuzhou Zuschauer: 200 Schiedsrichter: Godoy, Magalhães |

### Gruppe III
| Pl. | Land                | Sp. | S | U | N | Tore    | Diff. | Punkte |
| --- | ------------------- | --- | - | - | - | ------- | ----- | ------ |
| 1.  | Ungarn              | 3   | 3 | 0 | 0 | 083:730 | +10   | 6      |
| 2.  | Dänemark            | 3   | 2 | 0 | 1 | 082:740 | +8    | 4      |
| 3.  | Norwegen            | 3   | 1 | 0 | 2 | 078:830 | −5    | 2      |
| 4.  | Volksrepublik China | 3   | 0 | 0 | 3 | 068:810 | −13   | 0      |

| 19. August 2024 16:00 Uhr | Dänemark                                  | 29:25        | Norwegen                  | Internationale Handballhalle, Chuzhou Zuschauer: 350 Schiedsrichter: Vujačić, Kažanegra |
| 19. August 2024 16:00 Uhr | meiste Tore: Cecilie Frydendahl Nørskov 7 | (15:17)      | meiste Tore: Synne With 9 | Internationale Handballhalle, Chuzhou Zuschauer: 350 Schiedsrichter: Vujačić, Kažanegra |
| 19. August 2024 16:00 Uhr | Strafen: 2×                               | Spielbericht | Strafen: 3×               | Internationale Handballhalle, Chuzhou Zuschauer: 350 Schiedsrichter: Vujačić, Kažanegra |

| 19. August 2024 18:00 Uhr | Ungarn                        | 26:22        | China                       | Internationale Handballhalle, Chuzhou Zuschauer: 3104 Schiedsrichter: Mahmoud, Elbeltagy |
| 19. August 2024 18:00 Uhr | meiste Tore: Virág Fazekas 12 | (14:11)      | meiste Tore: Pan Fengying 5 | Internationale Handballhalle, Chuzhou Zuschauer: 3104 Schiedsrichter: Mahmoud, Elbeltagy |
| 19. August 2024 18:00 Uhr | Strafen: 1×                   | Spielbericht | Strafen: 2×                 | Internationale Handballhalle, Chuzhou Zuschauer: 3104 Schiedsrichter: Mahmoud, Elbeltagy |

| 20. August 2024 18:00 Uhr | China                     | 24:27        | Norwegen                                                  | Internationale Handballhalle, Chuzhou Zuschauer: 5680 Schiedsrichter: Kha. Ismoilov, Khu. Ismoilov |
| 20. August 2024 18:00 Uhr | meiste Tore: Liang Jing 7 | (12:13)      | meiste Tore: Mali Halldorsson, Othilie Liodden Holte je 5 | Internationale Handballhalle, Chuzhou Zuschauer: 5680 Schiedsrichter: Kha. Ismoilov, Khu. Ismoilov |
| 20. August 2024 18:00 Uhr | Strafen: 2×               | Spielbericht | Strafen: 5×                                               | Internationale Handballhalle, Chuzhou Zuschauer: 5680 Schiedsrichter: Kha. Ismoilov, Khu. Ismoilov |

| 20. August 2024 20:00 Uhr | Dänemark                               | 25:27        | Ungarn                                                 | Internationale Handballhalle, Chuzhou Zuschauer: 200 Schiedsrichter: Fabryczny, Rawicki |
| 20. August 2024 20:00 Uhr | meiste Tore: Anne Dolberg Plougstrup 9 | (14:13)      | meiste Tore: Dorka Papp, Noémi Kacsó, Liza Pálmai je 5 | Internationale Handballhalle, Chuzhou Zuschauer: 200 Schiedsrichter: Fabryczny, Rawicki |
| 20. August 2024 20:00 Uhr | Strafen: 1× 5×                         | Spielbericht | Strafen: 1× 2×                                         | Internationale Handballhalle, Chuzhou Zuschauer: 200 Schiedsrichter: Fabryczny, Rawicki |

### Gruppe IV
| Pl. | Land        | Sp. | S | U | N | Tore    | Diff. | Punkte |
| --- | ----------- | --- | - | - | - | ------- | ----- | ------ |
| 1.  | Spanien     | 3   | 3 | 0 | 0 | 076:610 | +15   | 6      |
| 2.  | Deutschland | 3   | 1 | 1 | 1 | 077:710 | +6    | 3      |
| 3.  | Tschechien  | 3   | 1 | 0 | 2 | 060:740 | −14   | 2      |
| 4.  | Schweiz     | 3   | 0 | 1 | 2 | 059:660 | −7    | 1      |

| 19. August 2024 12:00 Uhr | Spanien                                                            | 26:19        | Tschechien                     | Internationale Handballhalle, Chuzhou Zuschauer: 80 Schiedsrichter: Metalari, Nikolovski |
| 19. August 2024 12:00 Uhr | meiste Tore: Estitxu Rodríguez Sarasola, Celia García Sanchez je 4 | (13:10)      | meiste Tore: Claudia Rampová 5 | Internationale Handballhalle, Chuzhou Zuschauer: 80 Schiedsrichter: Metalari, Nikolovski |
| 19. August 2024 12:00 Uhr | Strafen: 3×                                                        | Spielbericht | Strafen: 1× 3×                 | Internationale Handballhalle, Chuzhou Zuschauer: 80 Schiedsrichter: Metalari, Nikolovski |

| 19. August 2024 14:00 Uhr | Deutschland                                             | 23:23        | Schweiz                    | Internationale Handballhalle, Chuzhou Zuschauer: 120 Schiedsrichter: Altmár, Horváth |
| 19. August 2024 14:00 Uhr | meiste Tore: Laura Sophie Klocke, Marlene Tucholke je 5 | (14:12)      | meiste Tore: Era Baumann 7 | Internationale Handballhalle, Chuzhou Zuschauer: 120 Schiedsrichter: Altmár, Horváth |
| 19. August 2024 14:00 Uhr | Strafen: 4×                                             | Spielbericht | Strafen: 1×                | Internationale Handballhalle, Chuzhou Zuschauer: 120 Schiedsrichter: Altmár, Horváth |

| 20. August 2024 18:00 Uhr | Spanien                                                           | 25:21        | Deutschland                      | Olympisches Sportzentrum, Chuzhou Zuschauer: 300 Schiedsrichter: Hansen, Jensen |
| 20. August 2024 18:00 Uhr | meiste Tore: Belén Rodríguez Lario, Sara Palanqués Martorell je 5 | (14:13)      | meiste Tore: Marlene Tucholke 10 | Olympisches Sportzentrum, Chuzhou Zuschauer: 300 Schiedsrichter: Hansen, Jensen |
| 20. August 2024 18:00 Uhr | Strafen: 1× 2×                                                    | Spielbericht | Strafen: 2×                      | Olympisches Sportzentrum, Chuzhou Zuschauer: 300 Schiedsrichter: Hansen, Jensen |

| 20. August 2024 20:00 Uhr | Schweiz                      | 15:18        | Tschechien                     | Olympisches Sportzentrum, Chuzhou Zuschauer: 300 Schiedsrichter: Faye, Diop |
| 20. August 2024 20:00 Uhr | meiste Tore: Anouk Grüring 6 | (6:12)       | meiste Tore: Claudia Rampová 4 | Olympisches Sportzentrum, Chuzhou Zuschauer: 300 Schiedsrichter: Faye, Diop |
| 20. August 2024 20:00 Uhr | Strafen: 2×                  | Spielbericht | Strafen: 1× 2×                 | Olympisches Sportzentrum, Chuzhou Zuschauer: 300 Schiedsrichter: Faye, Diop |

### Finalrunde
| Viertelfinale | Viertelfinale | Viertelfinale |  |          | Halbfinale | Halbfinale | Halbfinale |                  |                  | Finale           | Finale | Finale |
|               |               |               |  |          |            |            |            |                  |                  |                  |        |        |
|               | Kroatien      | 20            |  |          |            |            |            |                  |                  |                  |        |        |
|               | Dänemark      | 25            |  |          |            |            |            |                  |                  |                  |        |        |
|               |               |               |  | Dänemark | 21         |            |            |                  |                  |                  |        |        |
|               |               |               |  |          | Frankreich | 20         |            |                  |                  |                  |        |        |
|               | Frankreich    | 25            |  |          |            |            |            |                  |                  |                  |        |        |
|               | Deutschland   | 23            |  |          |            |            | Endspiel   | Endspiel         | Endspiel         |                  |        |        |
|               |               |               |  | Dänemark | 22         |            |            |                  |                  |                  |        |        |
|               |               |               |  |          | Spanien    | 23         |            |                  |                  |                  |        |        |
|               | Ungarn        | 29            |  |          |            |            |            |                  |                  |                  |        |        |
|               | Serbien       | 24            |  |          |            |            |            |                  |                  |                  |        |        |
|               |               |               |  | Ungarn   | 16         |            |            |                  |                  |                  |        |        |
|               |               |               |  |          | Spanien    | 19         |            | Spiel um Platz 3 | Spiel um Platz 3 | Spiel um Platz 3 |        |        |
|               | Spanien       | 32            |  |          |            |            | Frankreich | 24               |                  |                  |        |        |
|               | Japan         | 23            |  |          |            |            |            | Ungarn           | 25               |                  |        |        |
|               |               |               |  |          |            |            |            |                  |                  |                  |        |        |

#### Viertelfinale
| 22. August 2024 18:15 Uhr | Kroatien                     | 20:25        | Dänemark                              | Internationale Handballhalle, Chuzhou Zuschauer: 300 Schiedsrichter: Godoy, Magalhães |
| 22. August 2024 18:15 Uhr | meiste Tore: Ivana Fratnik 9 | (11:12)      | meiste Tore: Andrea Bjertrup Jensen 5 | Internationale Handballhalle, Chuzhou Zuschauer: 300 Schiedsrichter: Godoy, Magalhães |
| 22. August 2024 18:15 Uhr | Strafen: 1× 4×               | Spielbericht | Strafen: 2×                           | Internationale Handballhalle, Chuzhou Zuschauer: 300 Schiedsrichter: Godoy, Magalhães |

| 22. August 2024 18:15 Uhr | Ungarn                       | 29:24        | Serbien                     | Olympisches Sportzentrum, Chuzhou Zuschauer: 400 Schiedsrichter: Hansen, Jensen |
| 22. August 2024 18:15 Uhr | meiste Tore: Virág Fazekas 9 | (16:11)      | meiste Tore: Sara Radović 5 | Olympisches Sportzentrum, Chuzhou Zuschauer: 400 Schiedsrichter: Hansen, Jensen |
| 22. August 2024 18:15 Uhr | Strafen: 2×                  | Spielbericht | Strafen: 4×                 | Olympisches Sportzentrum, Chuzhou Zuschauer: 400 Schiedsrichter: Hansen, Jensen |

| 22. August 2024 20:45 Uhr | Frankreich                     | 25:23        | Deutschland            | Internationale Handballhalle, Chuzhou Zuschauer: 300 Schiedsrichter: Mahmoud, Elbeltagy |
| 22. August 2024 20:45 Uhr | meiste Tore: Prunelle Kingue 6 | (15:10)      | meiste Tore: Kim Ott 7 | Internationale Handballhalle, Chuzhou Zuschauer: 300 Schiedsrichter: Mahmoud, Elbeltagy |
| 22. August 2024 20:45 Uhr | Strafen: 1×                    | Spielbericht |                        | Internationale Handballhalle, Chuzhou Zuschauer: 300 Schiedsrichter: Mahmoud, Elbeltagy |

| 22. August 2024 20:45 Uhr | Spanien                                                       | 32:23        | Japan                         | Olympisches Sportzentrum, Chuzhou Zuschauer: 500 Schiedsrichter: al-Enezi, al-Naseem |
| 22. August 2024 20:45 Uhr | meiste Tore: Belén Rodríguez Lario, Marta Regordán Silva je 7 | (17:11)      | meiste Tore: Yume Matsumoto 6 | Olympisches Sportzentrum, Chuzhou Zuschauer: 500 Schiedsrichter: al-Enezi, al-Naseem |
| 22. August 2024 20:45 Uhr | Strafen: 1×                                                   | Spielbericht |                               | Olympisches Sportzentrum, Chuzhou Zuschauer: 500 Schiedsrichter: al-Enezi, al-Naseem |

#### Halbfinale
| 23. August 2024 18:15 Uhr | Dänemark                               | 21:20        | Frankreich                 | Internationale Handballhalle, Chuzhou Zuschauer: 500 Schiedsrichter: Correa, Conberse |
| 23. August 2024 18:15 Uhr | meiste Tore: Anne Dolberg Plougstrup 8 | (7:11)       | meiste Tore: Zeina Injai 4 | Internationale Handballhalle, Chuzhou Zuschauer: 500 Schiedsrichter: Correa, Conberse |
| 23. August 2024 18:15 Uhr | Strafen: 1× 2×                         | Spielbericht | Strafen: 3× 1×             | Internationale Handballhalle, Chuzhou Zuschauer: 500 Schiedsrichter: Correa, Conberse |

| 23. August 2024 20:45 Uhr | Ungarn                       | 16:19        | Spanien                                                       | Internationale Handballhalle, Chuzhou Zuschauer: 300 Schiedsrichter: Bolic, Hurich |
| 23. August 2024 20:45 Uhr | meiste Tore: Virág Fazekas 5 | (7:12)       | meiste Tore: Marta Regordán Silva, Belén Rodríguez Lario je 4 | Internationale Handballhalle, Chuzhou Zuschauer: 300 Schiedsrichter: Bolic, Hurich |
| 23. August 2024 20:45 Uhr | Strafen: 4×                  | Spielbericht | Strafen: 2×                                                   | Internationale Handballhalle, Chuzhou Zuschauer: 300 Schiedsrichter: Bolic, Hurich |

#### Spiel um Platz 3
| 25. August 2024 15:30 Uhr | Frankreich                     | 24:25        | Ungarn                                                 | Internationale Handballhalle, Chuzhou Zuschauer: 4000 Schiedsrichter: Vujačić, Kažanegra |
| 25. August 2024 15:30 Uhr | meiste Tore: Prunelle Kingue 5 | (13:16)      | meiste Tore: Renáta Keceli-Mészáros, Kíra Kriston je 5 | Internationale Handballhalle, Chuzhou Zuschauer: 4000 Schiedsrichter: Vujačić, Kažanegra |
| 25. August 2024 15:30 Uhr | Strafen: 2×                    | Spielbericht | Strafen: 4×                                            | Internationale Handballhalle, Chuzhou Zuschauer: 4000 Schiedsrichter: Vujačić, Kažanegra |

#### Finale
| 25. August 2024 18:00 Uhr | Dänemark                               | 22:23        | Spanien                              | Internationale Handballhalle, Chuzhou Zuschauer: 6003 Schiedsrichter: Altmár, Horváth |
| 25. August 2024 18:00 Uhr | meiste Tore: Anne Dolberg Plougstrup 7 | (11:9)       | meiste Tore: Belén Rodríguez Lario 8 | Internationale Handballhalle, Chuzhou Zuschauer: 6003 Schiedsrichter: Altmár, Horváth |
| 25. August 2024 18:00 Uhr | Strafen: 1× 2×                         | Spielbericht | Strafen: 1× 4×                       | Internationale Handballhalle, Chuzhou Zuschauer: 6003 Schiedsrichter: Altmár, Horváth |

Mit 6003 Zuschauern im Finale wurde ein neuer Rekord in dieser Alterskategorie aufgestellt.

### Platzierungsrunde
Sofern die Spiele der Platzierungsrunde am Ende der regulären Spielzeit nicht entschieden waren, erfolgte ein Siebenmeterwerfen.

#### Spiele um Platz 5–8
| 23. August 2024 18:15 Uhr | Kroatien                     | 23:26        | Deutschland                                         | Olympisches Sportzentrum, Chuzhou Zuschauer: 600 Schiedsrichter: Araújo, Perdomo |
| 23. August 2024 18:15 Uhr | meiste Tore: Katja Vuković 8 | (10:15)      | meiste Tore: Aylin Bornhardt, Marlene Tucholke je 5 | Olympisches Sportzentrum, Chuzhou Zuschauer: 600 Schiedsrichter: Araújo, Perdomo |
| 23. August 2024 18:15 Uhr | Strafen: 1×                  | Spielbericht | Strafen: 3×                                         | Olympisches Sportzentrum, Chuzhou Zuschauer: 600 Schiedsrichter: Araújo, Perdomo |

| 23. August 2024 20:45 Uhr | Serbien                        | 21:20        | Japan                                       | Olympisches Sportzentrum, Chuzhou Zuschauer: 1000 Schiedsrichter: Jørstad, Fremstad |
| 23. August 2024 20:45 Uhr | meiste Tore: Mia Nedeljković 8 | (14:7)       | meiste Tore: Sarina Oyama, Haruhi Samo je 5 | Olympisches Sportzentrum, Chuzhou Zuschauer: 1000 Schiedsrichter: Jørstad, Fremstad |
| 23. August 2024 20:45 Uhr | Strafen: 1×                    | Spielbericht | Strafen: 4×                                 | Olympisches Sportzentrum, Chuzhou Zuschauer: 1000 Schiedsrichter: Jørstad, Fremstad |

#### Spiel um Platz 5
| 25. August 2024 13:00 Uhr | Deutschland                            | 28:23        | Serbien                     | Internationale Handballhalle, Chuzhou Zuschauer: 1000 Schiedsrichter: Cheng, Zhou |
| 25. August 2024 13:00 Uhr | meiste Tore: Kim Ott, Chiara Rohr je 8 | (15:10)      | meiste Tore: Sara Radović 5 | Internationale Handballhalle, Chuzhou Zuschauer: 1000 Schiedsrichter: Cheng, Zhou |
| 25. August 2024 13:00 Uhr | Strafen: 1× 2×                         | Spielbericht | Strafen: 2×                 | Internationale Handballhalle, Chuzhou Zuschauer: 1000 Schiedsrichter: Cheng, Zhou |

#### Spiel um Platz 7
| 25. August 2024 10:30 Uhr | Kroatien                     | 30:29 n. S.      | Japan                                           | Internationale Handballhalle, Chuzhou Zuschauer: 300 Schiedsrichter: Kha. Ismoilov, Khu. Ismoilov |
| 25. August 2024 10:30 Uhr | meiste Tore: Katja Vuković 6 | (12:14), (26:26) | meiste Tore: Mami Nakamura, Yume Matsumoto je 8 | Internationale Handballhalle, Chuzhou Zuschauer: 300 Schiedsrichter: Kha. Ismoilov, Khu. Ismoilov |
| 25. August 2024 10:30 Uhr | Strafen: 1×                  | Spielbericht     | Strafen: 4×                                     | Internationale Handballhalle, Chuzhou Zuschauer: 300 Schiedsrichter: Kha. Ismoilov, Khu. Ismoilov |

#### Spiele um Platz 9–12
| 22. August 2024 13:30 Uhr | Montenegro                    | 23:30        | Norwegen                        | Olympisches Sportzentrum, Chuzhou Zuschauer: 150 Schiedsrichter: Cheng, Zhou |
| 22. August 2024 13:30 Uhr | meiste Tore: Elena Mitrović 6 | (13:16)      | meiste Tore: Mali Halldorsson 8 | Olympisches Sportzentrum, Chuzhou Zuschauer: 150 Schiedsrichter: Cheng, Zhou |
| 22. August 2024 13:30 Uhr | Strafen: 2×                   | Spielbericht | Strafen: 3×                     | Olympisches Sportzentrum, Chuzhou Zuschauer: 150 Schiedsrichter: Cheng, Zhou |

| 22. August 2024 15:45 Uhr | Brasilien                                                                | 24:25        | Tschechien                      | Olympisches Sportzentrum, Chuzhou Zuschauer: 400 Schiedsrichter: El Malwane, El Gahss |
| 22. August 2024 15:45 Uhr | meiste Tore: Ana Karolina Gonçalves Nunes, Letícia Grassmann Fúculo je 4 | (16:13)      | meiste Tore: Claudia Rampová 11 | Olympisches Sportzentrum, Chuzhou Zuschauer: 400 Schiedsrichter: El Malwane, El Gahss |
| 22. August 2024 15:45 Uhr | Strafen: 4×                                                              | Spielbericht | Strafen: 3×                     | Olympisches Sportzentrum, Chuzhou Zuschauer: 400 Schiedsrichter: El Malwane, El Gahss |

#### Spiel um Platz 9
| 23. August 2024 15:45 Uhr | Norwegen                               | 24:29        | Tschechien                      | Olympisches Sportzentrum, Chuzhou Zuschauer: 300 Schiedsrichter: Metalari, Nikolovski |
| 23. August 2024 15:45 Uhr | meiste Tore: Milla Haugerstuen Breen 5 | (10:15)      | meiste Tore: Viktorie Vrbková 6 | Olympisches Sportzentrum, Chuzhou Zuschauer: 300 Schiedsrichter: Metalari, Nikolovski |
| 23. August 2024 15:45 Uhr | Strafen: 1×                            | Spielbericht | Strafen: 1×                     | Olympisches Sportzentrum, Chuzhou Zuschauer: 300 Schiedsrichter: Metalari, Nikolovski |

#### Spiel um Platz 11
| 23. August 2024 13:30 Uhr | Montenegro                    | 21:28        | Brasilien                     | Olympisches Sportzentrum, Chuzhou Zuschauer: 100 Schiedsrichter: R. Haggui, S. Haggui |
| 23. August 2024 13:30 Uhr | meiste Tore: Nina Ramusović 6 | (10:10)      | meiste Tore: Andressa Souza 7 | Olympisches Sportzentrum, Chuzhou Zuschauer: 100 Schiedsrichter: R. Haggui, S. Haggui |
| 23. August 2024 13:30 Uhr | Strafen: 2×                   | Spielbericht | Strafen: 3×                   | Olympisches Sportzentrum, Chuzhou Zuschauer: 100 Schiedsrichter: R. Haggui, S. Haggui |

#### Spiele um Platz 13–16
| 22. August 2024 15:45 Uhr | Schweden                     | 33:27        | China                      | Internationale Handballhalle, Chuzhou Zuschauer: 2005 Schiedsrichter: Metalari, Nikolovski |
| 22. August 2024 15:45 Uhr | meiste Tore: Nova Huselius 5 | (17:11)      | meiste Tore: Huang Zidie 6 | Internationale Handballhalle, Chuzhou Zuschauer: 2005 Schiedsrichter: Metalari, Nikolovski |
| 22. August 2024 15:45 Uhr | Strafen: 1× 2×               | Spielbericht | Strafen: 2× 1×             | Internationale Handballhalle, Chuzhou Zuschauer: 2005 Schiedsrichter: Metalari, Nikolovski |

| 22. August 2024 13:30 Uhr | Niederlande                      | 25:26        | Schweiz                     | Internationale Handballhalle, Chuzhou Zuschauer: 210 Schiedsrichter: Vujačić, Kažanegra |
| 22. August 2024 13:30 Uhr | meiste Tore: Francis Portengen 7 | (11:14)      | meiste Tore: Era Baumann 14 | Internationale Handballhalle, Chuzhou Zuschauer: 210 Schiedsrichter: Vujačić, Kažanegra |
| 22. August 2024 13:30 Uhr | Strafen: 4×                      | Spielbericht | Strafen: 1×                 | Internationale Handballhalle, Chuzhou Zuschauer: 210 Schiedsrichter: Vujačić, Kažanegra |

#### Spiel um Platz 13
| 23. August 2024 15:45 Uhr | Schweden                     | 27:25        | Schweiz                        | Internationale Handballhalle, Chuzhou Zuschauer: 300 Schiedsrichter: Altmár, Horváth |
| 23. August 2024 15:45 Uhr | meiste Tore: Nova Huselius 7 | (10:8)       | meiste Tore: Nora Emmenegger 8 | Internationale Handballhalle, Chuzhou Zuschauer: 300 Schiedsrichter: Altmár, Horváth |
| 23. August 2024 15:45 Uhr | Strafen: 1× 3×               | Spielbericht | Strafen: 3×                    | Internationale Handballhalle, Chuzhou Zuschauer: 300 Schiedsrichter: Altmár, Horváth |

#### Spiel um Platz 15
| 23. August 2024 13:30 Uhr | China                      | 24:23        | Niederlande                  | Internationale Handballhalle, Chuzhou Zuschauer: 1000 Schiedsrichter: El Malwane, El Gahss |
| 23. August 2024 13:30 Uhr | meiste Tore: Huang Zidie 7 | (13:15)      | meiste Tore: Anne Schouten 6 | Internationale Handballhalle, Chuzhou Zuschauer: 1000 Schiedsrichter: El Malwane, El Gahss |
| 23. August 2024 13:30 Uhr |                            | Spielbericht | Strafen: 5× 1×               | Internationale Handballhalle, Chuzhou Zuschauer: 1000 Schiedsrichter: El Malwane, El Gahss |

## President’s Cup
Ergebnisse gegen Vorrundengegner wurden mit in die Hauptrunde genommen. Die Gruppenersten des President’s Cup ermittelten in der Platzierungsrunde die Plätze 17 bis 20, die Gruppenzweiten die Plätze 21 bis 24, die Gruppendritten die Plätze 25 bis 28 und die Gruppenvierten die Plätze 29 bis 32.
Legende

### Gruppe I
| Pl. | Land       | Sp. | S | U | N | Tore     | Diff. | Punkte |
| --- | ---------- | --- | - | - | - | -------- | ----- | ------ |
| 1.  | Österreich | 3   | 3 | 0 | 0 | 0106:570 | +49   | 6      |
| 2.  | Nigeria    | 3   | 1 | 0 | 2 | 065:770  | −12   | 2      |
| 3.  | Angola     | 3   | 1 | 0 | 2 | 073:880  | −15   | 2      |
| 4.  | Chile      | 3   | 1 | 0 | 2 | 067:890  | −22   | 2      |

| 18. August 2024 12:00 Uhr | Österreich                       | 38:20        | Angola                              | Olympisches Sportzentrum, Chuzhou Zuschauer: 150 Schiedsrichter: Fabryczny, Rawicki |
| 18. August 2024 12:00 Uhr | meiste Tore: Viktoria Polansky 7 | (13:9)       | meiste Tore: Constantina Domingos 8 | Olympisches Sportzentrum, Chuzhou Zuschauer: 150 Schiedsrichter: Fabryczny, Rawicki |
| 18. August 2024 12:00 Uhr | Strafen: 1×                      | Spielbericht | Strafen: 6×                         | Olympisches Sportzentrum, Chuzhou Zuschauer: 150 Schiedsrichter: Fabryczny, Rawicki |

| 18. August 2024 14:00 Uhr | Nigeria                                | 22:23        | Chile                        | Olympisches Sportzentrum, Chuzhou Zuschauer: 300 Schiedsrichter: Watson, Welin |
| 18. August 2024 14:00 Uhr | meiste Tore: Taiwo Olabisi Babatunde 7 | (10:11)      | meiste Tore: Anaís Larenas 7 | Olympisches Sportzentrum, Chuzhou Zuschauer: 300 Schiedsrichter: Watson, Welin |
| 18. August 2024 14:00 Uhr | Strafen: 6× 1×                         | Spielbericht | Strafen: 1×                  | Olympisches Sportzentrum, Chuzhou Zuschauer: 300 Schiedsrichter: Watson, Welin |

| 20. August 2024 12:00 Uhr | Österreich                                         | 33:14        | Nigeria                                   | Olympisches Sportzentrum, Chuzhou Zuschauer: 100 Schiedsrichter: Cheng, Zhou |
| 20. August 2024 12:00 Uhr | meiste Tore: Rebecca Chroust, Aurelie Egbaimo je 5 | (17:8)       | meiste Tore: Lucy Chinecherem Onyekwere 4 | Olympisches Sportzentrum, Chuzhou Zuschauer: 100 Schiedsrichter: Cheng, Zhou |
| 20. August 2024 12:00 Uhr | Strafen: 1×                                        | Spielbericht | Strafen: 3×                               | Olympisches Sportzentrum, Chuzhou Zuschauer: 100 Schiedsrichter: Cheng, Zhou |

| 20. August 2024 14:00 Uhr | Chile                            | 21:32        | Angola                               | Stadion der Berufs- und Fachhochschule, Chuzhou Zuschauer: 250 Schiedsrichter: Vujačić, Kažanegra |
| 20. August 2024 14:00 Uhr | meiste Tore: Catalina González 4 | (9:11)       | meiste Tore: Constantina Domingos 14 | Stadion der Berufs- und Fachhochschule, Chuzhou Zuschauer: 250 Schiedsrichter: Vujačić, Kažanegra |
| 20. August 2024 14:00 Uhr | Strafen: 1×                      | Spielbericht | Strafen: 1× 6×                       | Stadion der Berufs- und Fachhochschule, Chuzhou Zuschauer: 250 Schiedsrichter: Vujačić, Kažanegra |

### Gruppe II
| Pl. | Land     | Sp. | S | U | N | Tore     | Diff. | Punkte |
| --- | -------- | --- | - | - | - | -------- | ----- | ------ |
| 1.  | Südkorea | 3   | 3 | 0 | 0 | 0137:520 | +85   | 6      |
| 2.  | Kosovo   | 3   | 2 | 0 | 1 | 072:650  | +7    | 4      |
| 3.  | Indien   | 3   | 1 | 0 | 2 | 052:860  | −34   | 2      |
| 4.  | Kanada   | 3   | 0 | 0 | 3 | 058:1160 | −58   | 0      |

| 18. August 2024 16:00 Uhr | Kosovo                       | 26:20        | Kanada                            | Olympisches Sportzentrum, Chuzhou Zuschauer: 500 Schiedsrichter: El Malwane, El Gahss |
| 18. August 2024 16:00 Uhr | meiste Tore: Sara Gjergjaj 7 | (9:12)       | meiste Tore: Florence Boisclair 6 | Olympisches Sportzentrum, Chuzhou Zuschauer: 500 Schiedsrichter: El Malwane, El Gahss |
| 18. August 2024 16:00 Uhr | Strafen: 3×                  | Spielbericht | Strafen: 2×                       | Olympisches Sportzentrum, Chuzhou Zuschauer: 500 Schiedsrichter: El Malwane, El Gahss |

| 18. August 2024 18:00 Uhr | Südkorea                   | 40:14        | Indien                                           | Olympisches Sportzentrum, Chuzhou Zuschauer: 500 Schiedsrichter: Jørstad, Fremstad |
| 18. August 2024 18:00 Uhr | meiste Tore: Lee Jin-seo 9 | (19:4)       | meiste Tore: Tamanna Tamanna, Sujata Sujata je 4 | Olympisches Sportzentrum, Chuzhou Zuschauer: 500 Schiedsrichter: Jørstad, Fremstad |
| 18. August 2024 18:00 Uhr | Strafen: 2×                | Spielbericht | Strafen: 2×                                      | Olympisches Sportzentrum, Chuzhou Zuschauer: 500 Schiedsrichter: Jørstad, Fremstad |

| 20. August 2024 10:00 Uhr | Südkorea                   | 31:21        | Kosovo                      | Olympisches Sportzentrum, Chuzhou Zuschauer: 100 Schiedsrichter: Al-Shahi, Al-Wahibi |
| 20. August 2024 10:00 Uhr | meiste Tore: Ku Hyeon-ji 7 | (14:11)      | meiste Tore: Diona Dresh 10 | Olympisches Sportzentrum, Chuzhou Zuschauer: 100 Schiedsrichter: Al-Shahi, Al-Wahibi |
| 20. August 2024 10:00 Uhr | Strafen: 4×                | Spielbericht | Strafen: 1× 2×              | Olympisches Sportzentrum, Chuzhou Zuschauer: 100 Schiedsrichter: Al-Shahi, Al-Wahibi |

| 20. August 2024 12:00 Uhr | Kanada                        | 21:24        | Indien                        | Stadion der Berufs- und Fachhochschule, Chuzhou Zuschauer: 250 Schiedsrichter: Araújo, Perdomo |
| 20. August 2024 12:00 Uhr | meiste Tore: Mahély Lemaire 8 | (11:7)       | meiste Tore: Sujata Sujata 10 | Stadion der Berufs- und Fachhochschule, Chuzhou Zuschauer: 250 Schiedsrichter: Araújo, Perdomo |
| 20. August 2024 12:00 Uhr | Strafen: 5× 1×                | Spielbericht | Strafen: 7×                   | Stadion der Berufs- und Fachhochschule, Chuzhou Zuschauer: 250 Schiedsrichter: Araújo, Perdomo |

### Gruppe III
| Pl. | Land              | Sp. | S | U | N | Tore    | Diff. | Punkte |
| --- | ----------------- | --- | - | - | - | ------- | ----- | ------ |
| 1.  | Argentinien       | 3   | 3 | 0 | 0 | 083:530 | +30   | 6      |
| 2.  | Chinesisch Taipeh | 3   | 2 | 0 | 1 | 077:710 | +6    | 4      |
| 3.  | Kasachstan        | 3   | 1 | 0 | 2 | 059:750 | −16   | 2      |
| 4.  | Grönland          | 3   | 0 | 0 | 3 | 054:740 | −20   | 0      |

| 19. August 2024 12:00 Uhr | Chinesisch Taipeh        | 28:22        | Kasachstan                         | Olympisches Sportzentrum, Chuzhou Zuschauer: 100 Schiedsrichter: Pîrvu, Potîrniche |
| 19. August 2024 12:00 Uhr | meiste Tore: Lin Ching 8 | (10:8)       | meiste Tore: Zhanerke Ertazayeva 8 | Olympisches Sportzentrum, Chuzhou Zuschauer: 100 Schiedsrichter: Pîrvu, Potîrniche |
| 19. August 2024 12:00 Uhr | Strafen: 2×              | Spielbericht | Strafen: 4×                        | Olympisches Sportzentrum, Chuzhou Zuschauer: 100 Schiedsrichter: Pîrvu, Potîrniche |

| 19. August 2024 14:00 Uhr | Argentinien                            | 22:19        | Grönland                            | Olympisches Sportzentrum, Chuzhou Zuschauer: 150 Schiedsrichter: Helena Albertina Molina |
| 19. August 2024 14:00 Uhr | meiste Tore: Helena Albertina Molina 8 | (8:8)        | meiste Tore: Pilunnquaq Petersen 12 | Olympisches Sportzentrum, Chuzhou Zuschauer: 150 Schiedsrichter: Helena Albertina Molina |
| 19. August 2024 14:00 Uhr | Strafen: 5× 1×                         | Spielbericht | Strafen: 1×                         | Olympisches Sportzentrum, Chuzhou Zuschauer: 150 Schiedsrichter: Helena Albertina Molina |

| 20. August 2024 10:00 Uhr | Chinesisch Taipeh                              | 21:34        | Argentinien                            | Internationale Handballhalle, Chuzhou Zuschauer: 100 Schiedsrichter: al-Enezi, al-Naseem |
| 20. August 2024 10:00 Uhr | meiste Tore: Chuan Heng Yi, Chang Fu Ying je 6 | (12:19)      | meiste Tore: Helena Albertina Molina 6 | Internationale Handballhalle, Chuzhou Zuschauer: 100 Schiedsrichter: al-Enezi, al-Naseem |
| 20. August 2024 10:00 Uhr | Strafen: 5×                                    | Spielbericht | Strafen: 1×                            | Internationale Handballhalle, Chuzhou Zuschauer: 100 Schiedsrichter: al-Enezi, al-Naseem |

| 20. August 2024 12:00 Uhr | Grönland                           | 20:24        | Kasachstan                                                         | Internationale Handballhalle, Chuzhou Zuschauer: 300 Schiedsrichter: Picard, Vauchez |
| 20. August 2024 12:00 Uhr | meiste Tore: Pilunnquaq Petersen 8 | (12:12)      | meiste Tore: Darya Stolbovaya, Aiym Tursyn, Yana Frankovskaya je 5 | Internationale Handballhalle, Chuzhou Zuschauer: 300 Schiedsrichter: Picard, Vauchez |
| 20. August 2024 12:00 Uhr | Strafen: 4×                        | Spielbericht | Strafen: 6×                                                        | Internationale Handballhalle, Chuzhou Zuschauer: 300 Schiedsrichter: Picard, Vauchez |

### Gruppe IV
| Pl. | Land     | Sp. | S | U | N | Tore    | Diff. | Punkte |
| --- | -------- | --- | - | - | - | ------- | ----- | ------ |
| 1.  | Rumänien | 3   | 3 | 0 | 0 | 094:560 | +38   | 6      |
| 2.  | Ägypten  | 3   | 1 | 1 | 1 | 067:680 | −1    | 3      |
| 3.  | Island   | 3   | 1 | 1 | 1 | 059:670 | −8    | 3      |
| 4.  | Guinea   | 3   | 0 | 0 | 3 | 045:740 | −29   | 0      |

| 19. August 2024 16:00 Uhr | Rumänien                                | 31:13        | Guinea                                        | Olympisches Sportzentrum, Chuzhou Zuschauer: 100 Schiedsrichter: Hansen, Jensen |
| 19. August 2024 16:00 Uhr | meiste Tore: Enryka Valentina Bodijar 6 | (16:7)       | meiste Tore: Hawa Sylla, Aissatou Diallo je 4 | Olympisches Sportzentrum, Chuzhou Zuschauer: 100 Schiedsrichter: Hansen, Jensen |
| 19. August 2024 16:00 Uhr | Strafen: 8×                             | Spielbericht | Strafen: 3×                                   | Olympisches Sportzentrum, Chuzhou Zuschauer: 100 Schiedsrichter: Hansen, Jensen |

| 19. August 2024 18:00 Uhr | Island                                  | 20:20        | Ägypten                                  | Olympisches Sportzentrum, Chuzhou Zuschauer: 150 Schiedsrichter: Picard, Vauchez |
| 19. August 2024 18:00 Uhr | meiste Tore: Dagmar Guðrún Pálsdóttir 8 | (11:11)      | meiste Tore: Shahd Safeyelden Saadalla 8 | Olympisches Sportzentrum, Chuzhou Zuschauer: 150 Schiedsrichter: Picard, Vauchez |
| 19. August 2024 18:00 Uhr | Strafen: 4× 1×                          | Spielbericht | Strafen: 5×                              | Olympisches Sportzentrum, Chuzhou Zuschauer: 150 Schiedsrichter: Picard, Vauchez |

| 20. August 2024 16:00 Uhr | Rumänien                     | 27:14        | Island                              | Stadion der Berufs- und Fachhochschule, Chuzhou Zuschauer: 380 Schiedsrichter: R. Haggui, S. Haggui |
| 20. August 2024 16:00 Uhr | meiste Tore: Antonia Mosor 9 | (13:9)       | meiste Tore: Lydía Gunnþórsdóttir 4 | Stadion der Berufs- und Fachhochschule, Chuzhou Zuschauer: 380 Schiedsrichter: R. Haggui, S. Haggui |
| 20. August 2024 16:00 Uhr | Strafen: 2×                  | Spielbericht | Strafen: 1× 3×                      | Stadion der Berufs- und Fachhochschule, Chuzhou Zuschauer: 380 Schiedsrichter: R. Haggui, S. Haggui |

| 20. August 2024 18:00 Uhr | Ägypten                                                             | 18:12        | Guinea                                                     | Stadion der Berufs- und Fachhochschule, Chuzhou Zuschauer: 350 Schiedsrichter: Watson, Welin |
| 20. August 2024 18:00 Uhr | meiste Tore: Shahd Safeyelden Saadalla, Sarmada Mahmoud Deabes je 5 | (14:5)       | meiste Tore: Hawa Sylla, Aissatou Diallo, Fatou Keita je 2 | Stadion der Berufs- und Fachhochschule, Chuzhou Zuschauer: 350 Schiedsrichter: Watson, Welin |
| 20. August 2024 18:00 Uhr | Strafen: 4×                                                         | Spielbericht | Strafen: 9×                                                | Stadion der Berufs- und Fachhochschule, Chuzhou Zuschauer: 350 Schiedsrichter: Watson, Welin |

### Platzierungsrunde
Sofern die Spiele der Platzierungsrunde am Ende der regulären Spielzeit nicht entschieden sind, erfolgt ein Siebenmeterwerfen.

#### Spiele um Platz 17–20
| 22. August 2024 9:00 Uhr | Österreich                   | 23:25        | Argentinien                            | Internationale Handballhalle, Chuzhou Zuschauer: 150 Schiedsrichter: Kha. Ismoilov, Khu. Ismoilov |
| 22. August 2024 9:00 Uhr | meiste Tore: Lorena Baljak 7 | (11:12)      | meiste Tore: Helena Albertina Molina 9 | Internationale Handballhalle, Chuzhou Zuschauer: 150 Schiedsrichter: Kha. Ismoilov, Khu. Ismoilov |
| 22. August 2024 9:00 Uhr | Strafen: 3×                  | Spielbericht | Strafen: 4× 1×                         | Internationale Handballhalle, Chuzhou Zuschauer: 150 Schiedsrichter: Kha. Ismoilov, Khu. Ismoilov |

| 22. August 2024 11:15 Uhr | Südkorea                   | 31:32        | Rumänien                       | Internationale Handballhalle, Chuzhou Zuschauer: 100 Schiedsrichter: Faye, Diop |
| 22. August 2024 11:15 Uhr | meiste Tore: Lee Ye-seo 10 | (13:13)      | meiste Tore: Anamaria Șerban 9 | Internationale Handballhalle, Chuzhou Zuschauer: 100 Schiedsrichter: Faye, Diop |
| 22. August 2024 11:15 Uhr | Strafen: 2×                | Spielbericht | Strafen: 5×                    | Internationale Handballhalle, Chuzhou Zuschauer: 100 Schiedsrichter: Faye, Diop |

##### Spiel um Platz 17
| 23. August 2024 11:15 Uhr | Argentinien                            | 19:25        | Rumänien                   | Internationale Handballhalle, Chuzhou Zuschauer: 100 Schiedsrichter: Watson, Welin |
| 23. August 2024 11:15 Uhr | meiste Tore: Helena Albertina Molina 7 | (12:12)      | meiste Tore: Alexia Niță 6 | Internationale Handballhalle, Chuzhou Zuschauer: 100 Schiedsrichter: Watson, Welin |
| 23. August 2024 11:15 Uhr | Strafen: 5× 1×                         | Spielbericht | Strafen: 5×                | Internationale Handballhalle, Chuzhou Zuschauer: 100 Schiedsrichter: Watson, Welin |

##### Spiel um Platz 19
| 23. August 2024 9:00 Uhr | Österreich                       | 27:32        | Südkorea                  | Internationale Handballhalle, Chuzhou Zuschauer: 100 Schiedsrichter: Picard, Vauchez |
| 23. August 2024 9:00 Uhr | meiste Tore: Viktoria Polansky 6 | (12:15)      | meiste Tore: Lee Ye-seo 9 | Internationale Handballhalle, Chuzhou Zuschauer: 100 Schiedsrichter: Picard, Vauchez |
| 23. August 2024 9:00 Uhr | Strafen: 1×                      | Spielbericht | Strafen: 4×               | Internationale Handballhalle, Chuzhou Zuschauer: 100 Schiedsrichter: Picard, Vauchez |

#### Spiele um Platz 21–24
| 22. August 2024 9:00 Uhr | Nigeria                                   | 22:29        | Chinesisch Taipeh         | Olympisches Sportzentrum, Chuzhou Zuschauer: 100 Schiedsrichter: Altmár, Horváth |
| 22. August 2024 9:00 Uhr | meiste Tore: Amarachi Victoria Oparaugo 6 | (7:13)       | meiste Tore: Lin Ching 11 | Olympisches Sportzentrum, Chuzhou Zuschauer: 100 Schiedsrichter: Altmár, Horváth |
| 22. August 2024 9:00 Uhr | Strafen: 4×                               | Spielbericht | Strafen: 1×               | Olympisches Sportzentrum, Chuzhou Zuschauer: 100 Schiedsrichter: Altmár, Horváth |

| 22. August 2024 11:15 Uhr | Kosovo                       | 22:29        | Ägypten                          | Olympisches Sportzentrum, Chuzhou Zuschauer: 100 Schiedsrichter: Pîrvu, Potîrniche |
| 22. August 2024 11:15 Uhr | meiste Tore: Arjeta Imeraj 7 | (8:14)       | meiste Tore: Judy Waled Ghonim 8 | Olympisches Sportzentrum, Chuzhou Zuschauer: 100 Schiedsrichter: Pîrvu, Potîrniche |
| 22. August 2024 11:15 Uhr | Strafen: 1× 6×               | Spielbericht | Strafen: 5×                      | Olympisches Sportzentrum, Chuzhou Zuschauer: 100 Schiedsrichter: Pîrvu, Potîrniche |

##### Spiel um Platz 21
| 23. August 2024 11:15 Uhr | Chinesisch Taipeh                          | 24:42        | Ägypten                                  | Olympisches Sportzentrum, Chuzhou Zuschauer: 150 Schiedsrichter: Faye, Diop |
| 23. August 2024 11:15 Uhr | meiste Tore: Lin Ching, Hsu Fang Ying je 4 | (10:23)      | meiste Tore: Rokaya Mohamed Abdelsalam 6 | Olympisches Sportzentrum, Chuzhou Zuschauer: 150 Schiedsrichter: Faye, Diop |
| 23. August 2024 11:15 Uhr | Strafen: 4×                                | Spielbericht |                                          | Olympisches Sportzentrum, Chuzhou Zuschauer: 150 Schiedsrichter: Faye, Diop |

##### Spiel um Platz 23
| 23. August 2024 9:00 Uhr | Nigeria                                | 18:21        | Kosovo                      | Olympisches Sportzentrum, Chuzhou Zuschauer: 100 Schiedsrichter: Kha. Ismoilov, Khu. Ismoilov |
| 23. August 2024 9:00 Uhr | meiste Tore: Taiwo Olabisi Babatunde 6 | (7:7)        | meiste Tore: Diona Dresh 10 | Olympisches Sportzentrum, Chuzhou Zuschauer: 100 Schiedsrichter: Kha. Ismoilov, Khu. Ismoilov |
| 23. August 2024 9:00 Uhr | Strafen: 5× 1×                         | Spielbericht | Strafen: 5×                 | Olympisches Sportzentrum, Chuzhou Zuschauer: 100 Schiedsrichter: Kha. Ismoilov, Khu. Ismoilov |

#### Spiele um Platz 25–28
| 22. August 2024 15:45 Uhr | Indien                       | 15:33        | Island                              | Stadion der Berufs- und Fachhochschule, Chuzhou Zuschauer: 400 Schiedsrichter: Al-Shahi, Al-Wahibi |
| 22. August 2024 15:45 Uhr | meiste Tore: Sujata Sujata 7 | (4:17)       | meiste Tore: Þóra Hrafnkelsdóttir 7 | Stadion der Berufs- und Fachhochschule, Chuzhou Zuschauer: 400 Schiedsrichter: Al-Shahi, Al-Wahibi |
| 22. August 2024 15:45 Uhr | Strafen: 2×                  | Spielbericht | Strafen: 1×                         | Stadion der Berufs- und Fachhochschule, Chuzhou Zuschauer: 400 Schiedsrichter: Al-Shahi, Al-Wahibi |

| 22. August 2024 18:00 Uhr | Angola                       | 22:20        | Kasachstan                    | Stadion der Berufs- und Fachhochschule, Chuzhou Zuschauer: 400 Schiedsrichter: Fabryczny, Rawicki |
| 22. August 2024 18:00 Uhr | meiste Tore: Balbina Nunda 9 | (11:7)       | meiste Tore: Kristina Paley 5 | Stadion der Berufs- und Fachhochschule, Chuzhou Zuschauer: 400 Schiedsrichter: Fabryczny, Rawicki |
| 22. August 2024 18:00 Uhr | Strafen: 3×                  | Spielbericht |                               | Stadion der Berufs- und Fachhochschule, Chuzhou Zuschauer: 400 Schiedsrichter: Fabryczny, Rawicki |

##### Spiel um Platz 25
| 23. August 2024 18:00 Uhr | Angola                       | 21:36        | Island                                  | Stadion der Berufs- und Fachhochschule, Chuzhou Zuschauer: 600 Schiedsrichter: Godoy, Magalhães |
| 23. August 2024 18:00 Uhr | meiste Tore: Balbina Nunda 9 | (11:18)      | meiste Tore: Dagmar Guðrún Pálsdóttir 6 | Stadion der Berufs- und Fachhochschule, Chuzhou Zuschauer: 600 Schiedsrichter: Godoy, Magalhães |
| 23. August 2024 18:00 Uhr | Strafen: 1×                  | Spielbericht |                                         | Stadion der Berufs- und Fachhochschule, Chuzhou Zuschauer: 600 Schiedsrichter: Godoy, Magalhães |

##### Spiel um Platz 27
| 23. August 2024 15:45 Uhr | Kasachstan                  | 29:22        | Indien                     | Stadion der Berufs- und Fachhochschule, Chuzhou Zuschauer: 500 Schiedsrichter: Pîrvu, Potîrniche |
| 23. August 2024 15:45 Uhr | meiste Tore: Aiym Tursyn 10 | (12:9)       | meiste Tore: Kafhi Kafhi 9 | Stadion der Berufs- und Fachhochschule, Chuzhou Zuschauer: 500 Schiedsrichter: Pîrvu, Potîrniche |
| 23. August 2024 15:45 Uhr | Strafen: 5×                 | Spielbericht | Strafen: 5×                | Stadion der Berufs- und Fachhochschule, Chuzhou Zuschauer: 500 Schiedsrichter: Pîrvu, Potîrniche |

#### Spiele um Platz 29–32
| 22. August 2024 11:15 Uhr | Kanada                                        | 21:31        | Guinea                                                       | Stadion der Berufs- und Fachhochschule, Chuzhou Zuschauer: 300 Schiedsrichter: Correa, Conberse |
| 22. August 2024 11:15 Uhr | meiste Tore: Amélie Leclair, Sofia Rioux je 5 | (9:18)       | meiste Tore: Mabinty Delmaya Camara, Kadiatou Koumbassa je 7 | Stadion der Berufs- und Fachhochschule, Chuzhou Zuschauer: 300 Schiedsrichter: Correa, Conberse |
| 22. August 2024 11:15 Uhr | Strafen: 3× 2×                                | Spielbericht | Strafen: 5×                                                  | Stadion der Berufs- und Fachhochschule, Chuzhou Zuschauer: 300 Schiedsrichter: Correa, Conberse |

| 22. August 2024 13:30 Uhr | Chile                        | 29:24        | Grönland                            | Stadion der Berufs- und Fachhochschule, Chuzhou Zuschauer: 250 Schiedsrichter: Bolic, Hurich |
| 22. August 2024 13:30 Uhr | meiste Tore: Renata Lizana 8 | (13:11)      | meiste Tore: Madeleine Bjørnestad 7 | Stadion der Berufs- und Fachhochschule, Chuzhou Zuschauer: 250 Schiedsrichter: Bolic, Hurich |
| 22. August 2024 13:30 Uhr |                              | Spielbericht | Strafen: 2×                         | Stadion der Berufs- und Fachhochschule, Chuzhou Zuschauer: 250 Schiedsrichter: Bolic, Hurich |

##### Spiel um Platz 29
| 23. August 2024 13:30 Uhr | Chile                        | 19:18        | Guinea                            | Stadion der Berufs- und Fachhochschule, Chuzhou Zuschauer: 300 Schiedsrichter: Duplij, Pobedrina |
| 23. August 2024 13:30 Uhr | meiste Tore: Anaís Larenas 5 | (11:11)      | meiste Tore: Kadiatou Koumbassa 6 | Stadion der Berufs- und Fachhochschule, Chuzhou Zuschauer: 300 Schiedsrichter: Duplij, Pobedrina |
| 23. August 2024 13:30 Uhr | Strafen: 2×                  | Spielbericht | Strafen: 7×                       | Stadion der Berufs- und Fachhochschule, Chuzhou Zuschauer: 300 Schiedsrichter: Duplij, Pobedrina |

##### Spiel um Platz 31
| 23. August 2024 11:15 Uhr | Grönland                            | 18:27        | Kanada                            | Stadion der Berufs- und Fachhochschule, Chuzhou Zuschauer: 280 Schiedsrichter: Mahmoud, Elbeltagy |
| 23. August 2024 11:15 Uhr | meiste Tore: Madeleine Bjørnestad 6 | (9:13)       | meiste Tore: Florence Boisclair 6 | Stadion der Berufs- und Fachhochschule, Chuzhou Zuschauer: 280 Schiedsrichter: Mahmoud, Elbeltagy |
| 23. August 2024 11:15 Uhr | Strafen: 1×                         | Spielbericht | Strafen: 4×                       | Stadion der Berufs- und Fachhochschule, Chuzhou Zuschauer: 280 Schiedsrichter: Mahmoud, Elbeltagy |

## Siegerteam Spanien
Der spanische Handballverband RFEBM hatte die Spielerinnen Goundo Gassama, Anna Ros, Kelly Fonkeng, Libe Arruabarrena, Estitxu Rodríguez, Marta Regordán, Belén Rodríguez, Kadidiatou Jallow, Nayra Solís, Nerea Patiño, Elena Torres, Udane Bernabé, Celia Garcia, Naroa Baquedano, Judit González und Sara Palanqués aufgeboten. Trainiert wurde die Mannschaft von Cristina Cabeza.

## All-Star-Team
Das All-Star-Team besteht aus folgenden Spielerinnen:
| Era Baumann |                         | Aylin Bornhardt                              |               | Dawiya Abdou |
|             | Anne Dolberg Plougstrup |                                              | Virág Fazekas |              |
|             |                         | Marta Regordán Silva                         |               |              |
|             |                         | Freja Fonseca Nielsen und Zenia Hald Nielsen |               |              |

Beste Spielerin (Most Valuable Player, MVP): Belén Rodríguez Lario 

## Abschlussplatzierungen
| Rang   | Team                |
| ------ | ------------------- |
| Gold   | Spanien             |
| Silber | Dänemark            |
| Bronze | Ungarn              |
| 4.     | Frankreich          |
| 5.     | Deutschland         |
| 6.     | Serbien             |
| 7.     | Kroatien            |
| 8.     | Japan               |
| 9.     | Tschechien          |
| 10.    | Norwegen            |
| 11.    | Brasilien           |
| 12.    | Montenegro          |
| 13.    | Schweden            |
| 14.    | Schweiz             |
| 15.    | Volksrepublik China |
| 16.    | Niederlande         |
| 17.    | Rumänien            |
| 18.    | Argentinien         |
| 19.    | Südkorea            |
| 20.    | Österreich          |
| 21.    | Ägypten             |
| 22.    | Chinesisch Taipeh   |
| 23.    | Kosovo              |
| 24.    | Nigeria             |
| 25.    | Island              |
| 26.    | Angola              |
| 27.    | Kasachstan          |
| 28.    | Indien              |
| 29.    | Chile               |
| 30.    | Guinea              |
| 31.    | Kanada              |
| 32.    | Grönland            |

## Torschützenliste
| Platz | Spieler                 | Team              | Tore | Spiele |
| ----- | ----------------------- | ----------------- | ---- | ------ |
| 1.    | Virág Fazekas           | Ungarn            | 54   | 8      |
| 2.    | Marlene Tucholke        | Deutschland       | 47   | 8      |
| 3.    | Yume Matsumoto          | Japan             | 46   | 8      |
| 4.    | Era Baumann             | Schweiz           | 45   | 7      |
| 5.    | Lin Ching               | Chinesisch Taipeh | 43   | 7      |
| 5.    | Mia Nedeljković         | Serbien           | 43   | 8      |
| 5.    | Ivana Fratnik           | Kroatien          | 43   | 8      |
| 8.    | Katja Vuković           | Kroatien          | 42   | 8      |
| 8.    | Diona Dresh             | Kosovo            | 42   | 7      |
| 8.    | Helena Albertina Molina | Argentinien       | 42   | 7      |
| 8.    | Anne Dolberg Plougstrup | Dänemark          | 42   | 8      |
| 8.    | Madeleine Bjørnestad    | Grönland          | 42   | 7      |